# Costa marítima de montaña de la Argentina
Se denomina costa marítima de montaña de la Argentina a la sección austral del borde costero de ese país en su porción sudamericana e insular bajo soberanía efectiva, la que es bañada por las aguas del mar Argentino del océano Atlántico sudoccidental así como por el canal Beagle. Obtiene su nombre del rasgo principal de este litoral, los continuos cordones serranos y montañosos que la enmarcan, los que en algunos sectores caen a pique sobre las aguas. Está comprendida en su totalidad en la parte austral y oriental del sector argentino del archipiélago de Tierra del Fuego, perteneciente al departamento Ushuaia. Suele ser denominada también costa marítima austral de la Argentina, sin embargo, esta denominación es ambigua o parcial, pues bajo ese concepto se asocian también otras costas fueguinas no incluidas en esta e incluso del sur de la Patagonia, en ambos casos pertenecientes al tramo de meseta. 

## Descripción

### Sector que comprende

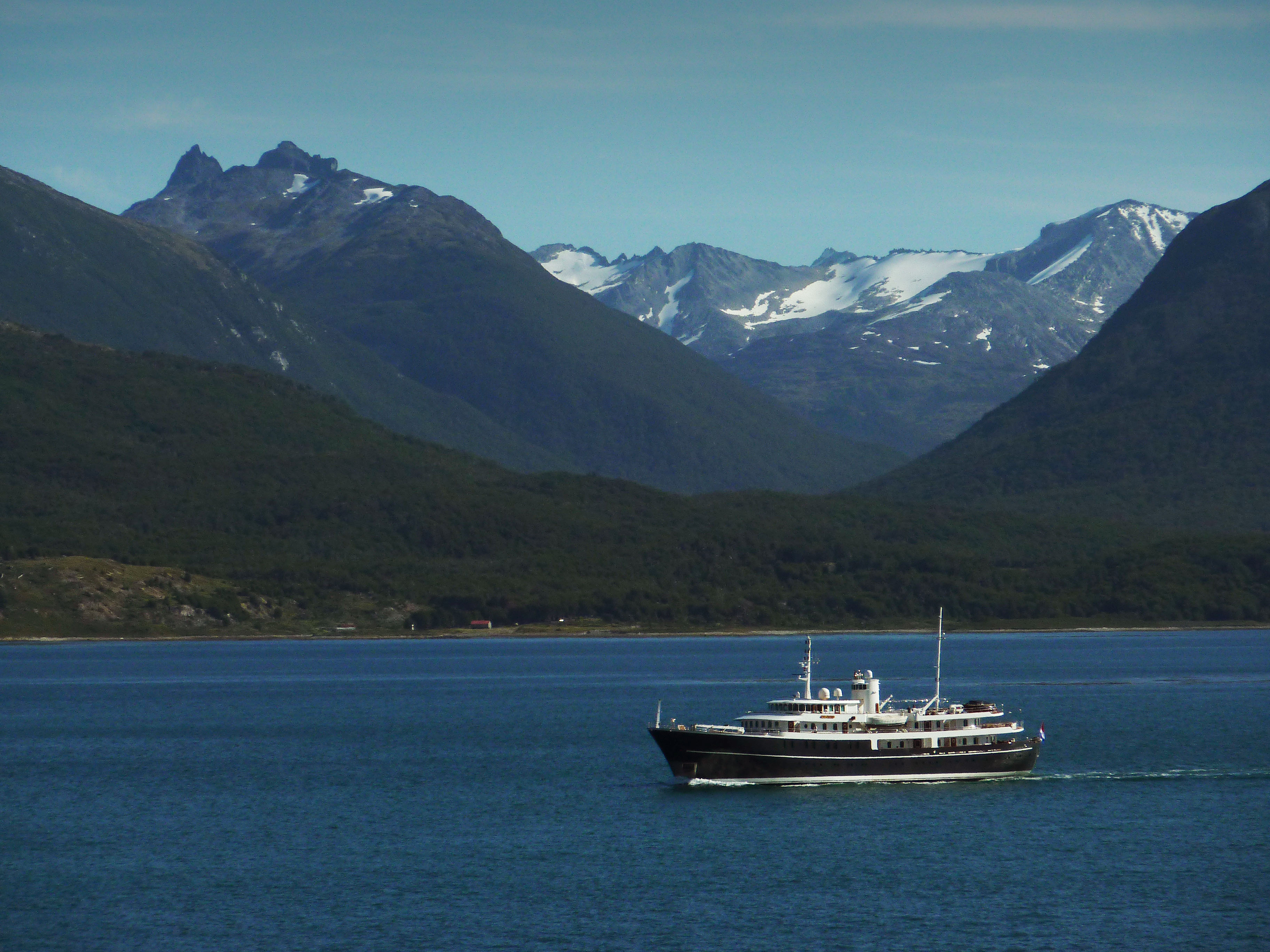
Costas de montaña que bordean al canal Beagle.

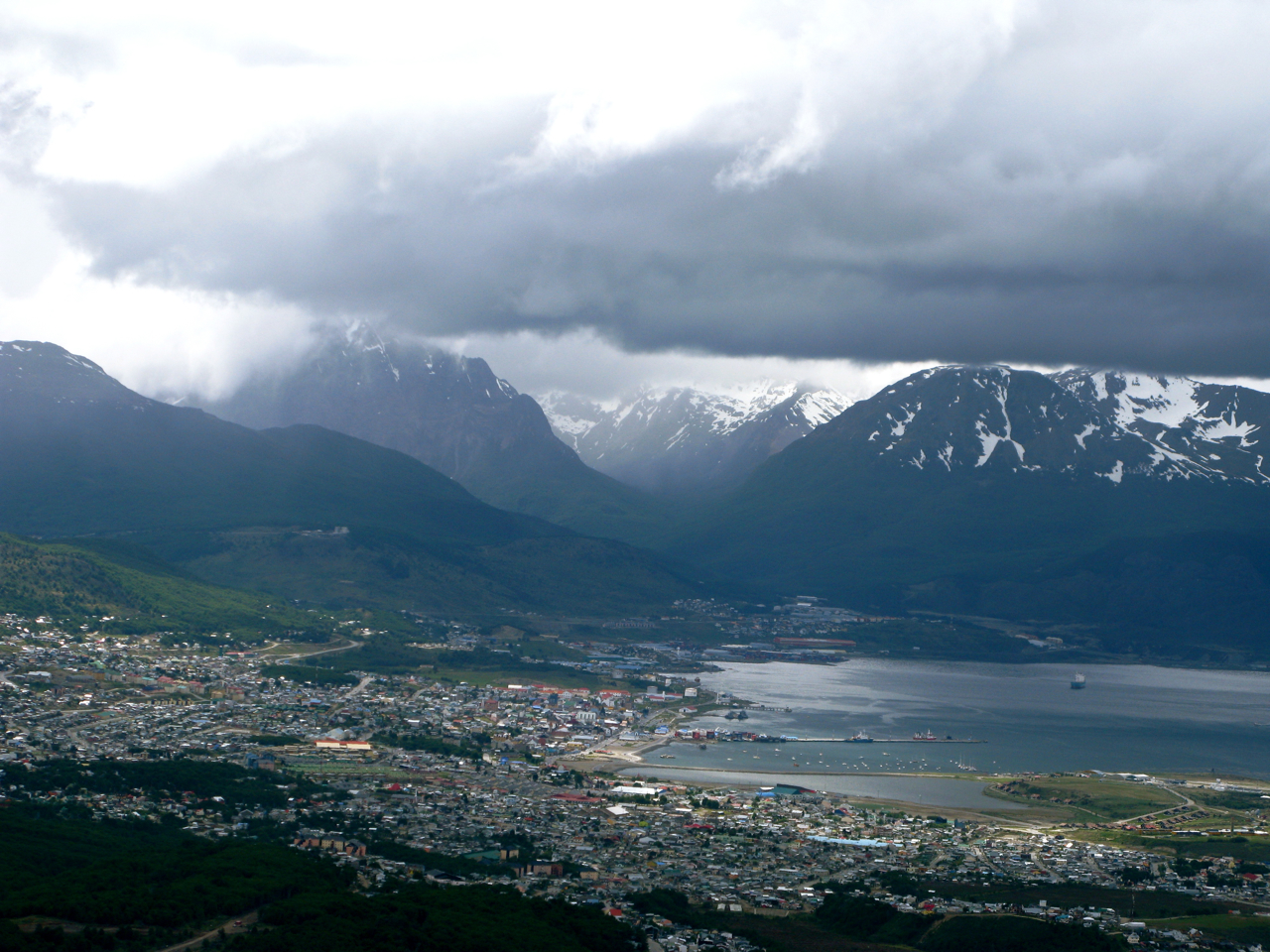
Costas de montaña del canal Beagle junto a la ciudad de Ushuaia.

Este es una de las tres secciones en las que se divide el litoral marítimo argentino.
Las costas de montaña en la Argentina constituyen el tramo menos extenso del borde territorial marítimo del país y se posicionan en latitudes más australes que las costas marítimas de meseta.
En esta sección se presenta como característica atípica del paisaje argentino la conjunción de mar junto a elevadas montañas de cumbres nevadas.
La acción de las olas, pero en especial del poder abrasivo de los glaciares, ha conformado un margen ribeteado donde abundan los accidentes costeros, tanto profundas entrantes, como salientes pronunciadas generan penínsulas rematadas por morros, paredes verticales, cavernas, cabos y puntas, caletas, golfos, bahías, islas y roqueríos, playas de cantos rodados, restingas rocosas, pozas de marea, etc.
Comprende las costas orientales y australes de la porción argentina del archipiélago fueguino, desde el cabo San Diego en el extremo nordeste de la península Mitre siguiendo hacia el sur para rodear a esta y discurrir por la ribera septentrional del canal Beagle (margen sur de la isla Grande de Tierra del Fuego) hasta alcanzar el límite internacional con Chile. La longitud del tramo descrito totaliza 370 km, a los cuales habría que sumar los bordes costeros de las numerosas islas del canal Beagle.
Además incluye la totalidad de la profundamente ribeteada costa de la cercana isla de los Estados.

### Acceso
El acceso a la costa de montaña es solo por vía marítima en lo que atañe a la península Mitre y la isla de los Estados, siendo en cambio muy fácil en el sector argentino del canal Beagle, empleando cualquier tipo de automóviles y durante todo el año, mediante el recorrido de un camino provincial, en parte enripiado, que desde la Ruta Nacional 3 se desvía hacia el sur en el paraje “Rancho Hambre” con el nombre de ruta provincial N.º 33 -ex Complementaria “J”-, y alcanza el saco más septentrional de la bahía Almirante Brown. Desde ese punto la misma carretera prosigue con rumbo oriental en tierras de la Estancia Harberton, contorneando las costas del Beagle como una ruta costera bajo el mismo nombre, arribando finalmente en el kilómetro 90 hasta el destacamento argentino Prefectura “Cabo Segundo Jorge Eduardo López” (exMoat), unidad que se encuentra en la punta Moat, frente a las aguas del paso Moat. 
A otro sector se accede desde que la ruta 33 toca a la bahía, se tuerce el rumbo hacia el poniente tomando la ruta provincial N.º 30 –ex complementaria “k”-, para bordear las mismas aguas de la bahía A. Brown hasta alcanzar la localidad de pescadores denominada Puerto Almanza (justo en frente a la localidad chilena de Puerto Williams). Se puede continuar por el mismo camino con rumbo oeste hasta llegar a la Estancia Remolino.  
Finalmente, es posible recorrer todo el oeste de la costa del Beagle argentino, desde bahía Lapataia hasta los barrios orientales de la ciudad de Ushuaia y aún unos kilómetros más hacia el este, continuando luego una senda pedestre costeando el litoral con rumbo oriente.

### Primitivos habitantes

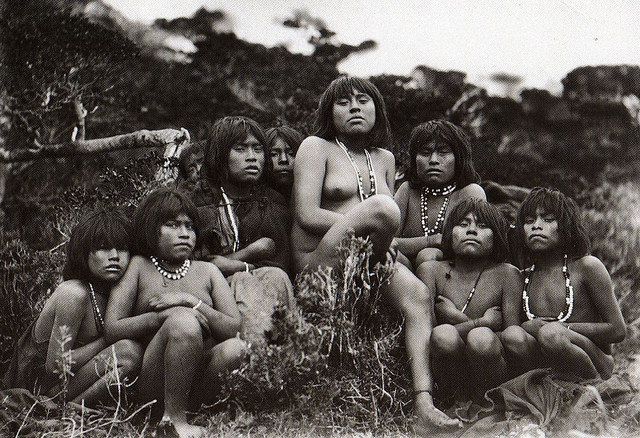
Los yaganes o yámanas eran los primitivos habitantes de estas costas montañosas.

Cazadores canoeros de la etnia amerindia de los yaganes o yámanas fue la que primitivamente habitó las costas argentinas de montaña, explotando los recursos biológicos que el área les deparaba. Se alimentaban de aves y mamíferos marinos, así como de peces y moluscos costeros.
Las matanzas perpetradas por los viajeros y colonos occidentales, más las enfermedades que les contagiaron y la imposibilidad de adaptarse drásticamente a una cultura diametralmente distinta a la que habían mantenido por milenios redundó en que durante el siglo XX se extingan como cultura propia, quedando solo escasísimos individuos transculturizados.

### Características oceanográficas
Mareas
En esta sección se dan menores amplitudes de mareas que en el sector fueguino de meseta, el cual presentaba amplitudes de entre 3,5 y 7,6  metros. 
El canal Beagle posee un régimen micromareal y semidiurno. La amplitud es uniforme en la totalidad del paso interoceánico, registrándose una media en el Puerto de Ushuaia de solo 1,1 m. Esto posibilita que en caletas reparadas del oleaje se presente el bosque fueguino hasta la misma costa, proyectándose la copa de los grandes árboles más avanzados sobre las mismas aguas marinas.

### Geología
Geológicamente, las costas montañosas del sur argentino se relacionan con los Andes fueguinos continuación de la cordillera de los Andes en el archipiélago de Tierra del Fuego. Este sector sufrió con intensidad el modelado producido por inmensos glaciares durante el último periodo glacial.
En la zona nororiental de la península Mitre se han reportado 3 formaciones geológicas: “Bahía Thetis”, “Policarpo” y “Tres Amigos”. Su edad se relaciona a los 3 principales pulsos de levantamiento de los Andes fueguinos en el Campaniano tardío-Maastrichtiano temprano; Paleoceno medio-tardío y Eoceno medio basal. 
En la costa del Beagle, hay otras unidades geológicas aflorantes. La más antigua es la “formación Lemaire”, la que es un complejo estratificado volcánico-sedimentario constituido por lavas ácidas y tobas a las que se intercalan principalmente lutitas negras, tufitas, limo-arcilitas y areniscas tobáceas.
El nivel superior a la anterior corresponde a la “formación Beauvoir”, unidad de edad jurásica tardía-cretácica temprana, la que está conformada por grauvacas finas, lutitas y limolitas pizarrosas (todo de color negro grisáceo), calizas micríticas (de color gris oscuro), lutitas negro-azuladas, areniscas cuarzosas macizas, limonitas calcáreas, etc. También afloran rocas sedimentarias del Paleógeno y depósitos del Cenozoico tardío, acumulaciones de till pleistocénicos y gravas, arenas, limos y arcillas holocénicas.
La formación Yagán (Cretácico inferior) está conformada por depósitos marinos profundos de post rift: fangolitas negras, tobas y turbiditas volcaniclásticas andesíticas.
Aunque está abierto en ambos extremos, el canal Beagle se asemeja a un largo fiordo. Ejemplos verdaderos de este tipo de geoforma sí están presentes, y de manera dominante, en las costas de la isla de los Estados. Se estructuran como artesas glaciarias, las que fueron inundadas por las aguas marinas como consecuencia de la elevación del nivel oceánico producido luego de la glaciación.
La isla de los Estados encuentra su origen geomorfológico como resultado de un plegamiento integrado de las formaciones Beauvoir y Lemaire en un gran geosinclinal, en respuesta a los movimientos correspondientes a la tectónica de placas. Posteriormente, su relieve fue intensamente labrado por la acción de los glaciares.

### Clima

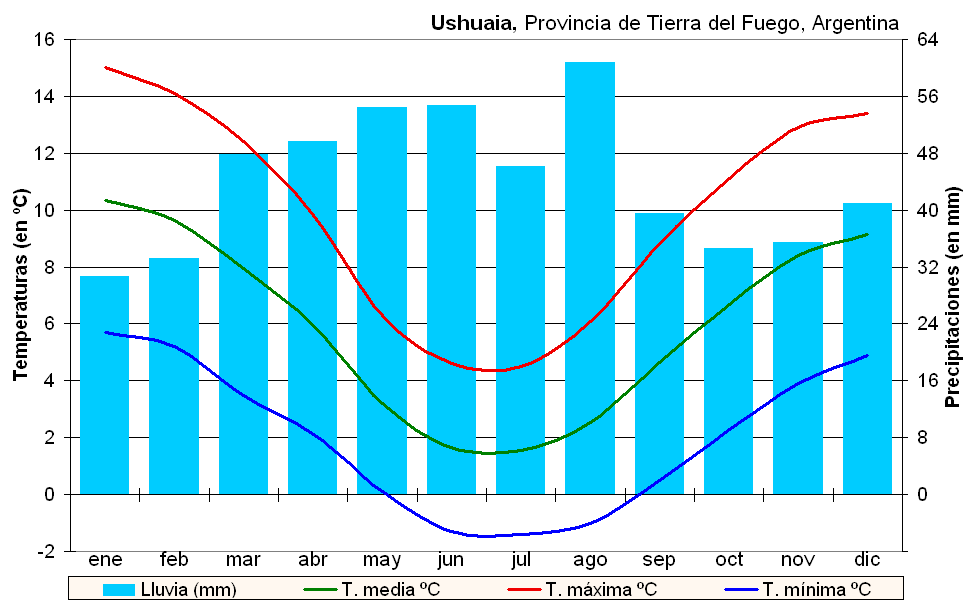
Climograma de Ushuaia.

El clima es, según los autores, oceánico subpolar o patagónico húmedo. Las costas del extremo de la  península Mitre y las de la isla de los Estados poseen el subtipo climático denominado “frío húmedo austral” mientras que el presente en el litoral del canal Beagle es llamado “frío nival”. A causa del aumento de la oceanidad (al estar el archipiélago fueguino entre dos enormes masas oceánicas morigeradoras) aumenta la humedad ambiente, las lluvias, el promedio de días nublados, brumosos, o con alguna precipitación. También disminuyen las disparidades térmicas, lo que da un invierno algo menos frío pero un verano fresco, en el cual pueden registrarse eventuales nevadas y heladas marcadas.
La ciudad de Ushuaia es la que posee los registros más detallados. Esta posee una temperatura media anual de 5,8 °C, con una escasa oscilación térmica anual. Tal es lo persistente del frío que en pleno verano austral se han registrado eventuales nevadas, o temperaturas de solo -6 °C. Las precipitaciones, que en invierno suelen ser en forma de nieve, están repartidas equitativamente a lo largo del año, con acumulados anuales de 524 mm.
El largo eje que representa el desarrollo oeste-este del canal Beagle, paralelo a la alta cordillera, actúa como chimenea para los fuertes vientos originados en el Pacífico Sur, razón por la cual los árboles desprotegidos de las tempestades crecen siguiendo la dirección del viento, lo cual hace que, en razón de su forma, sean llamados "árboles-bandera" por la inclinación que son forzados a tomar.

### Características biológicas

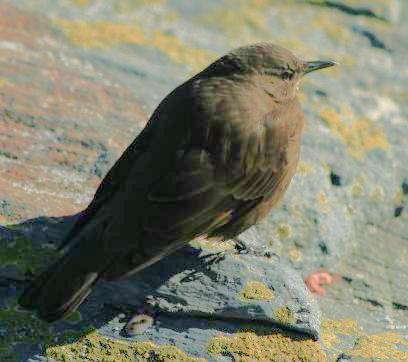
La remolinera negra es característica de estas costas.

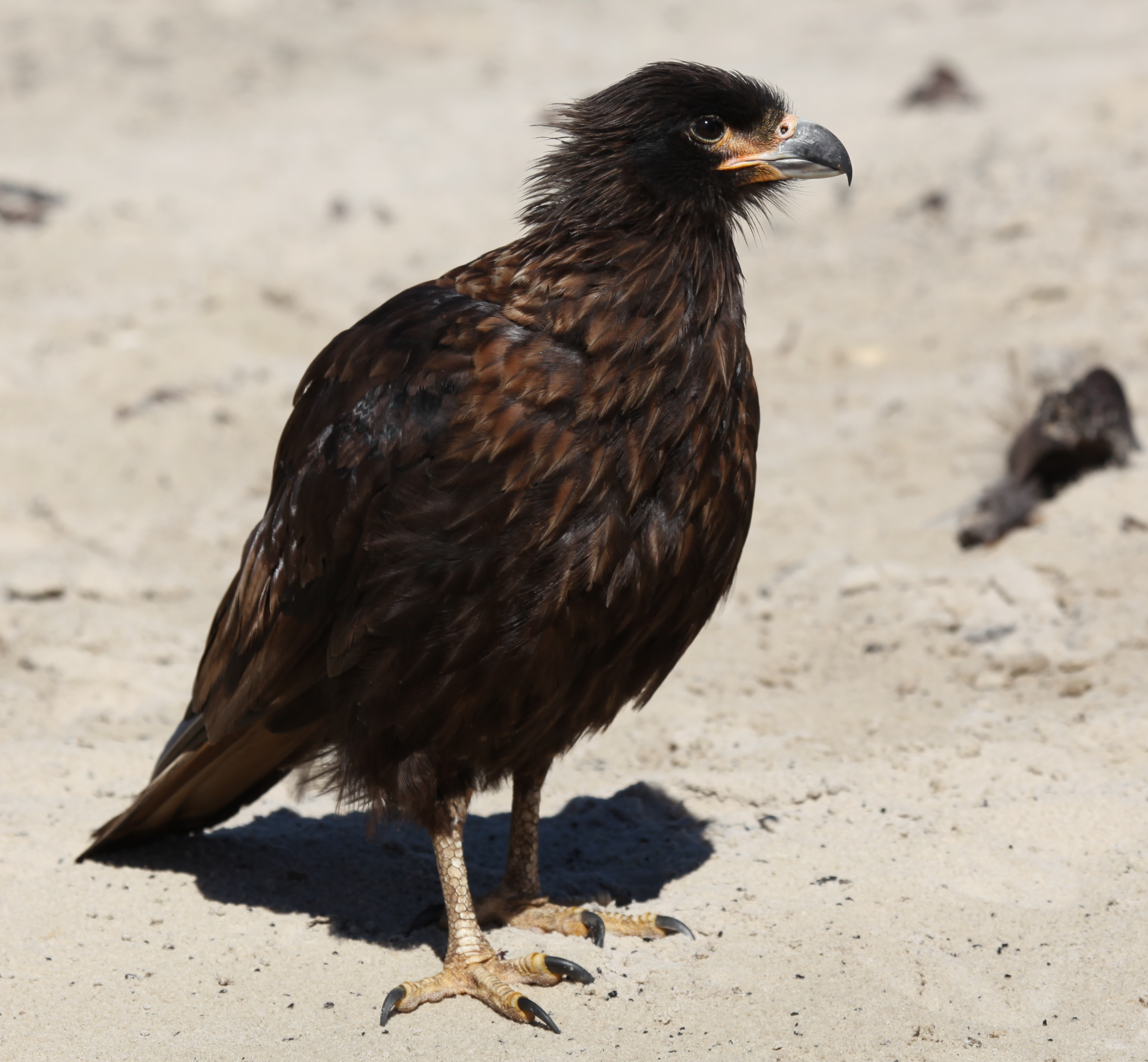
La caracara austral es un ave rapaz característica de las colonias reproductivas de estas costas e islas.

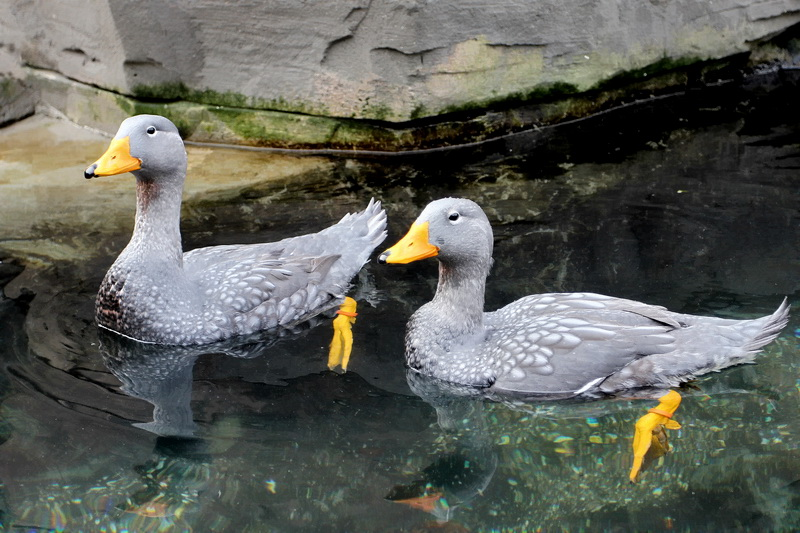
Pareja de Pato vapor austral o del Pacífico, especie que en la Argentina solo se encuentra en las costas de montaña.

#### Ecorregiones
En este litoral es posible observar dos ecorregiones.
Ecorregiones terrestres
Los sectores costeros emergidos se corresponden con la ecorregión terrestre bosque subpolar magallánico.
Ecorregiones marinas
Las aguas marinas que bañan estas costas se adscriben a la ecorregión marina canales y fiordos del sur de Chile.

#### Fauna
La fauna marina costera constituye un importante atractivo turístico de este litoral; la industria ligada al ecoturismo se sustenta en el mantenimiento de poblaciones vitales del recurso fauna silvestre, por el cual se crearon numerosas leyes de protección, junto con la conservación de las colonias reproductivas más importantes.

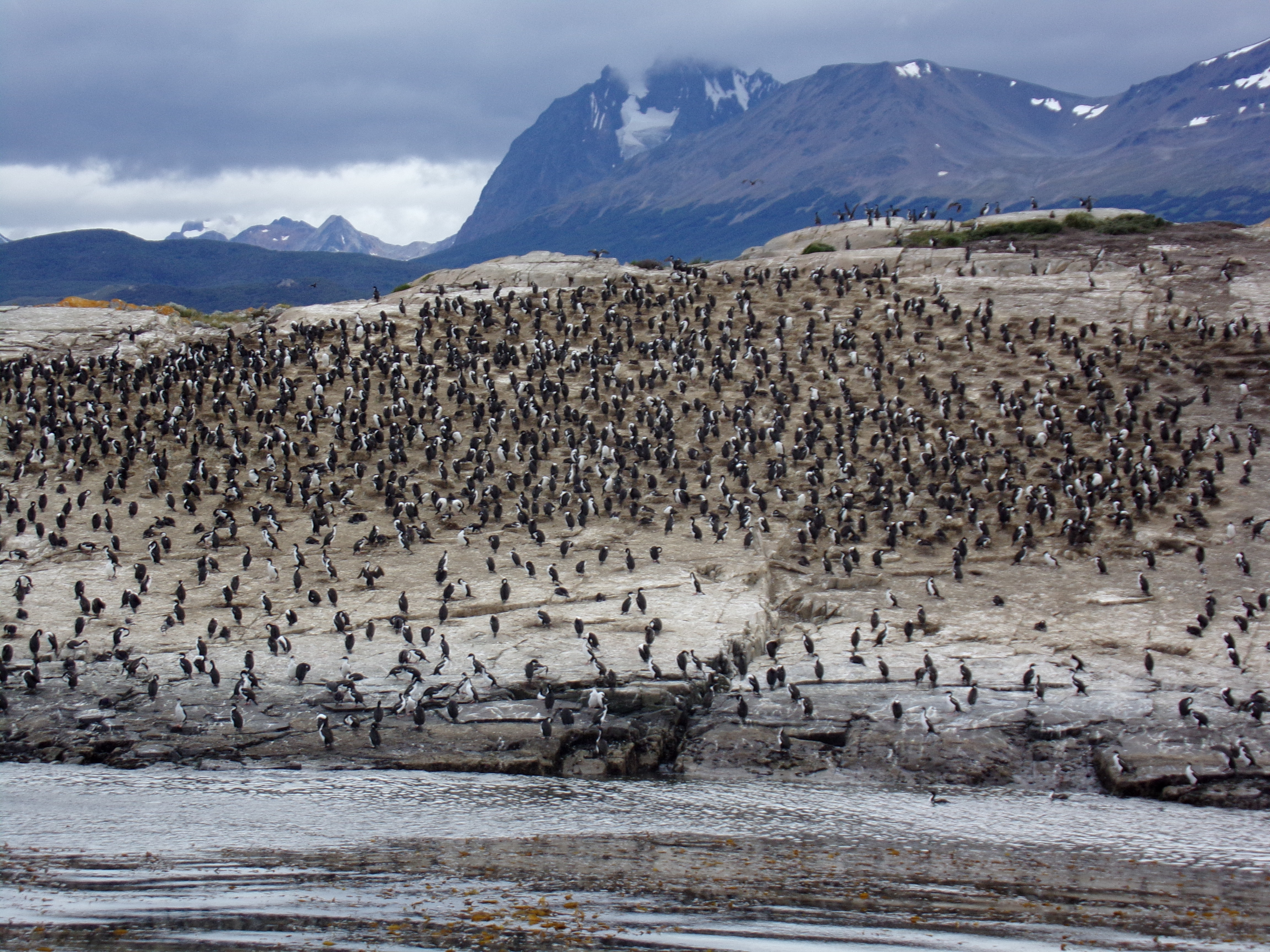
Estas costas de montaña poseen abundantes islas e islotes, los que son asiento de numerosas colonias reproductivas de aves marinas.

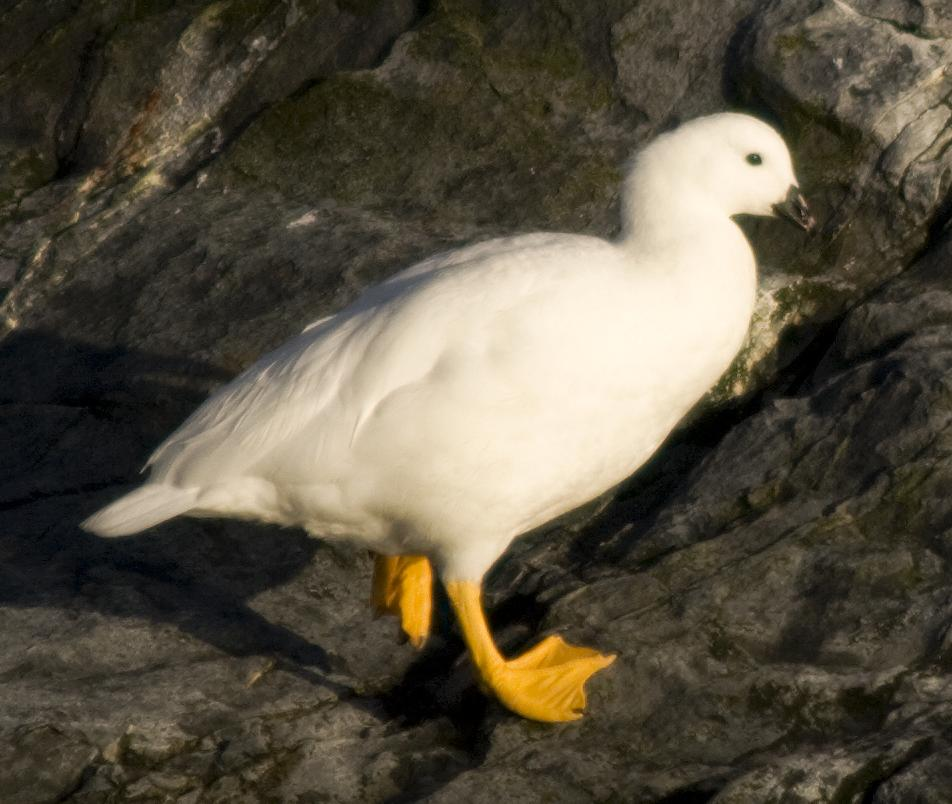
La caranca o cauquén de mar, característico de estas costas.

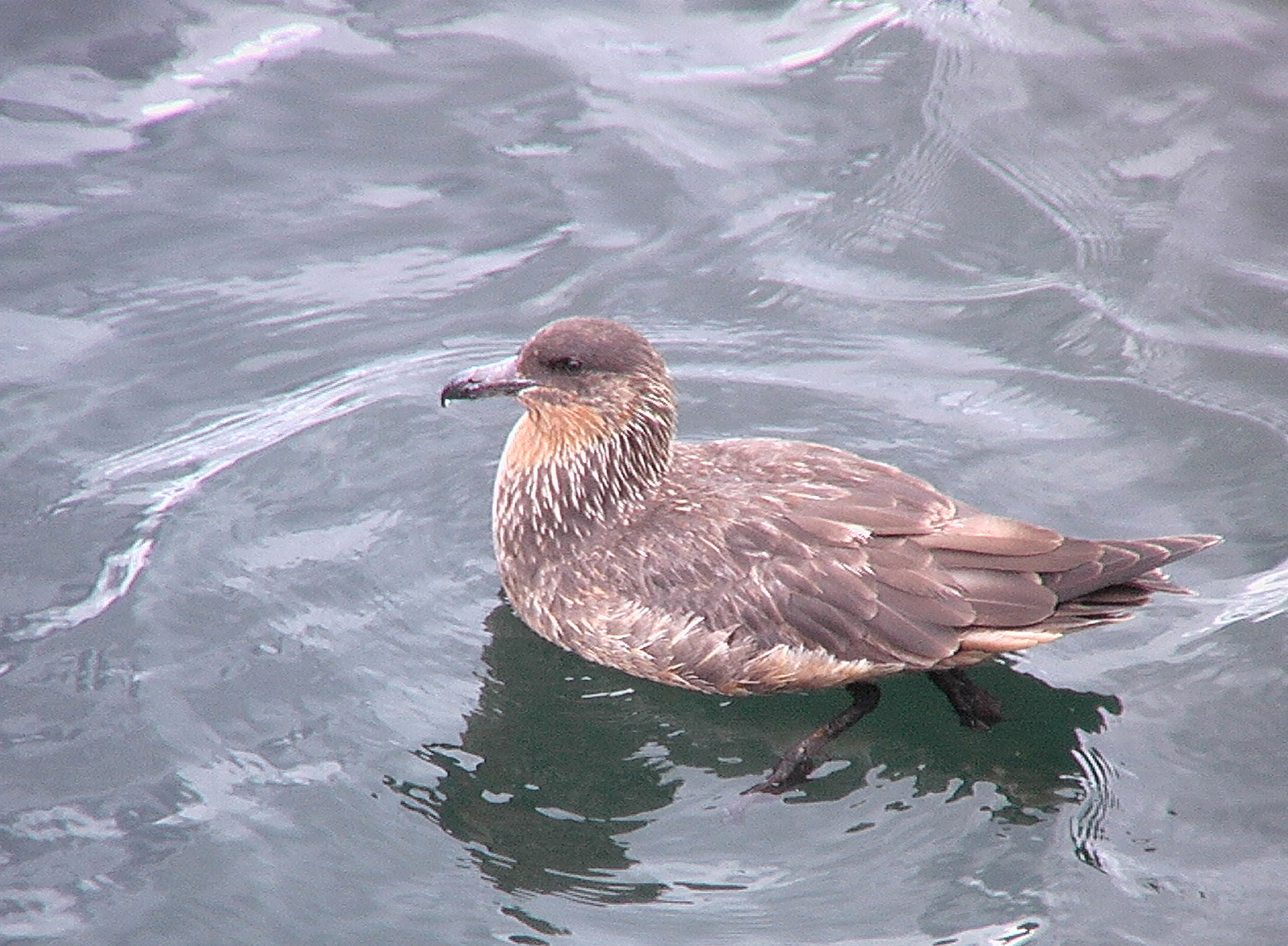
Escúa pecho rojizo cerca de Ushuaia. Esta es una de las aves marinas que nidifica en estas costas e islas.

Aves

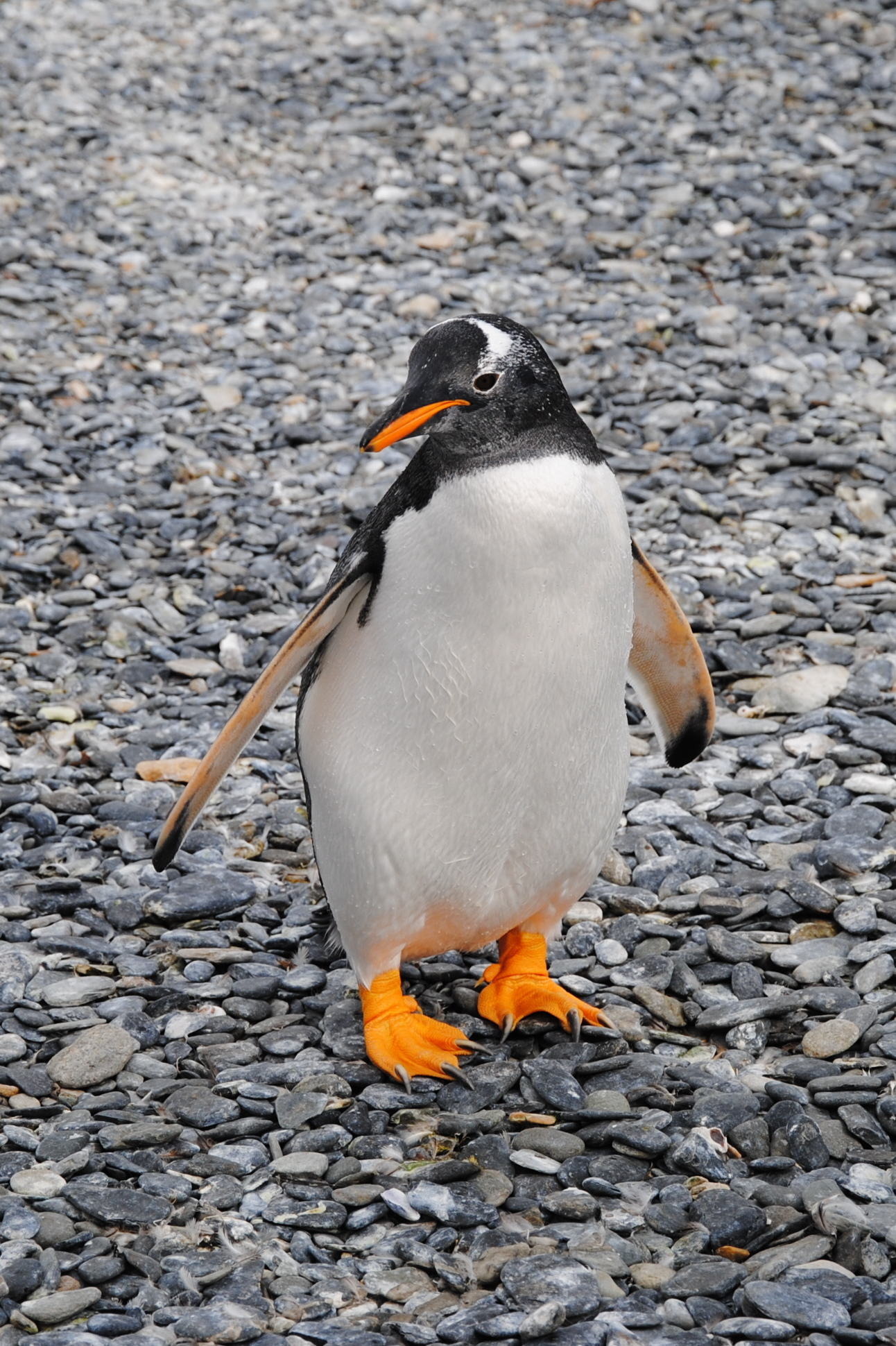
Pingüino de vincha subantártico en la isla Martillo, en el canal Beagle.

Entre los elementos que constituyen la biodiversidad del litoral de montaña argentino destacan las aves marinas, las que poseen numerosas colonias reproductivas, en especial en los islotes y puntas de difícil acceso por tierra. Entre estas se destaca el pingüino de vincha subantártico, encontrándose una colonia reproductiva muy pequeña en la isla Martillo del canal Beagle. Otro pingüinos que aquí nidifican son el pingüino patagónico o de Magallanes,  y en la isla de los Estados se les suman el pingüino de penacho amarillo sudamericano el pingüino de penacho anaranjado y, hoy excepcionalmente, el pingüino rey del Atlántico.
Otras especies de aves marinas que nidifican en estas costas son: el petrel gigante del sur, el cormorán imperial, el cormorán de cuello negro, el cormorán biguá, el Pato vapor austral o del Pacífico, el pato juarjal, la caranca o cauquén de mar, la garza bruja, el chorlito de doble collar, 2 especies de ostreros (el negro y el austral), el gaviotín sudamericano, el escúa pecho rojizo o chileno, la gaviota dominicana, la gaviota austral o gris, etc. 
Especies terrestres pero que se asocian a colonias reproductivas de aves y mamíferos marinos de estas costas e islas son el caracara austral y la remolinera negra.
Mamíferos

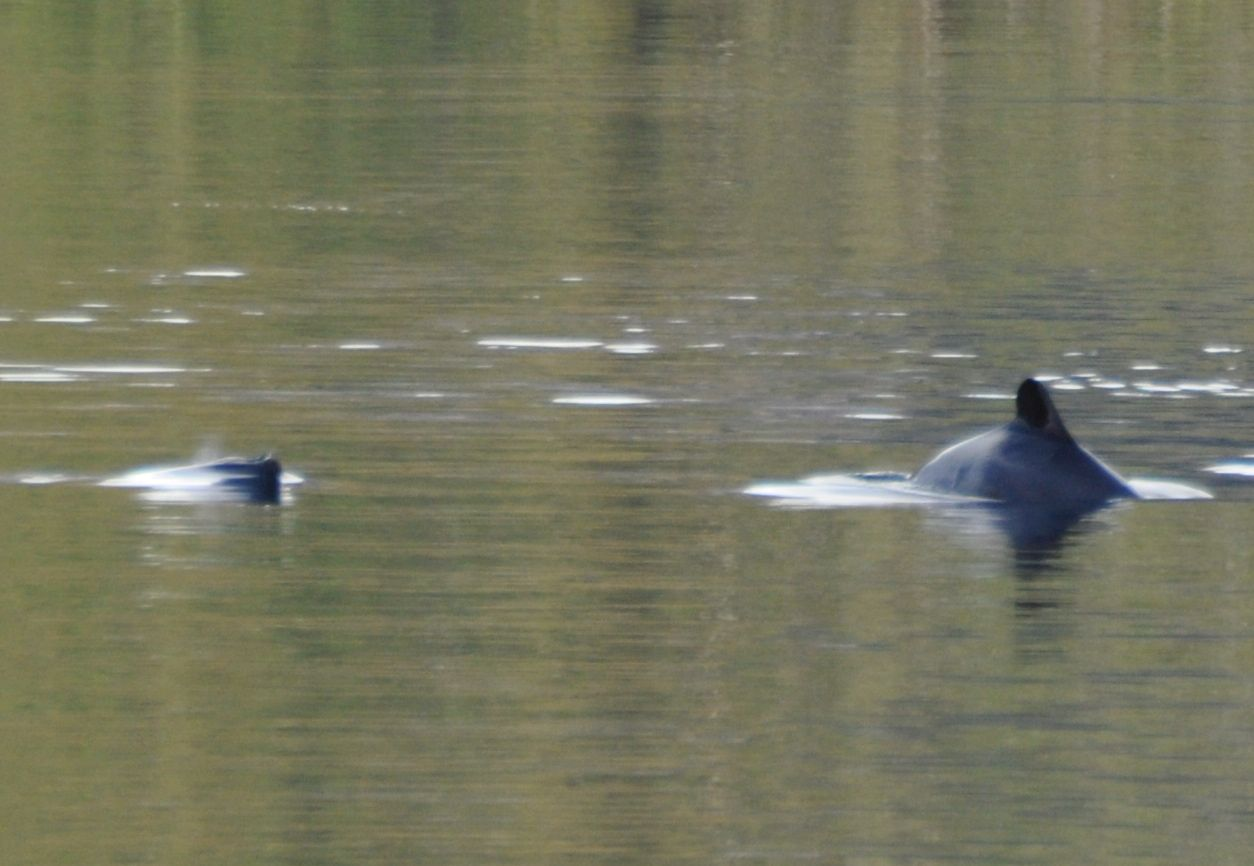
El delfín chileno es un cetáceo presente en las aguas del Beagle, no habiéndose nunca registrado en aguas del mar Argentino.

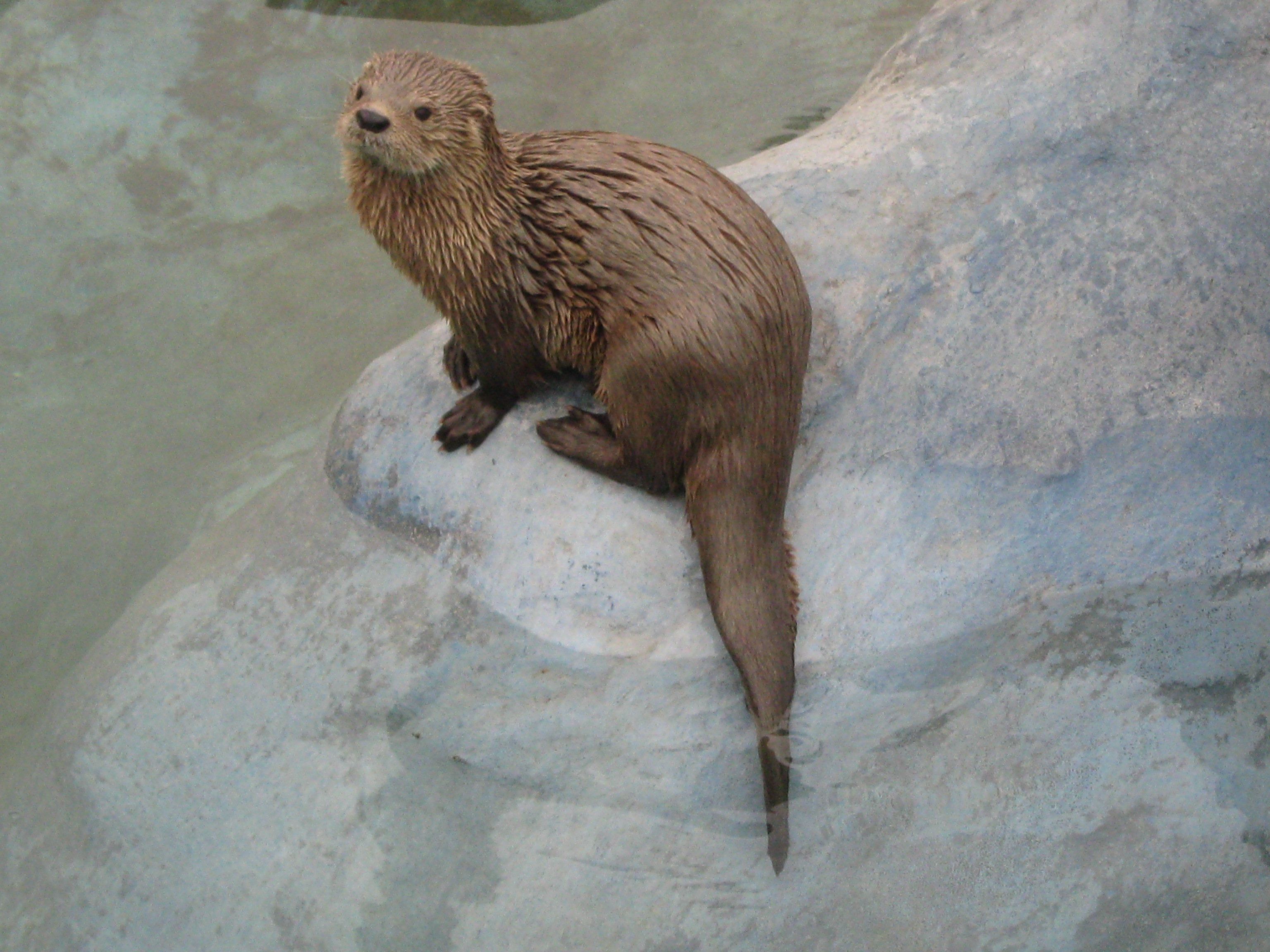
El chungungo es una nutria marina exclusiva en la Argentina de las costas de montaña.

Los mamíferos marinos característicos son los pinnípedos, con frecuentes colonias de lobos marinos de un pelo y de dos pelos.    
En estas costas y aguas litorales se encuentran numerosas especies de cetáceos, siendo el más habitual el delfín oscuro. El delfín chileno podría eventualmente observarse en todas las costas del Beagle, con registros en ese canal hacia el oeste, además del canal Murray y otras aguas hasta el cabo de Hornos.
Peces e invertebrados marinos
Estas costas son frecuentadas por pescadores deportivos, atraídos por la cantidad y variedad de especies de peces que es posible capturar desde la costa, de entre los cuales destacan el róbalo patagónico, el pejerrey malvinero y el pejerrey corno. Durante las horas de bajamar es posible recolectar entre las rocas descubiertas y en las pozas de marea diversos invertebrados, especialmente mejillones. A mayor profundidad destaca especialmente la centolla patagónica de carne conocida por su delicado sabor, constituyéndose en el plato culinario típico de las localidades de este litoral.

#### Fitogeografía

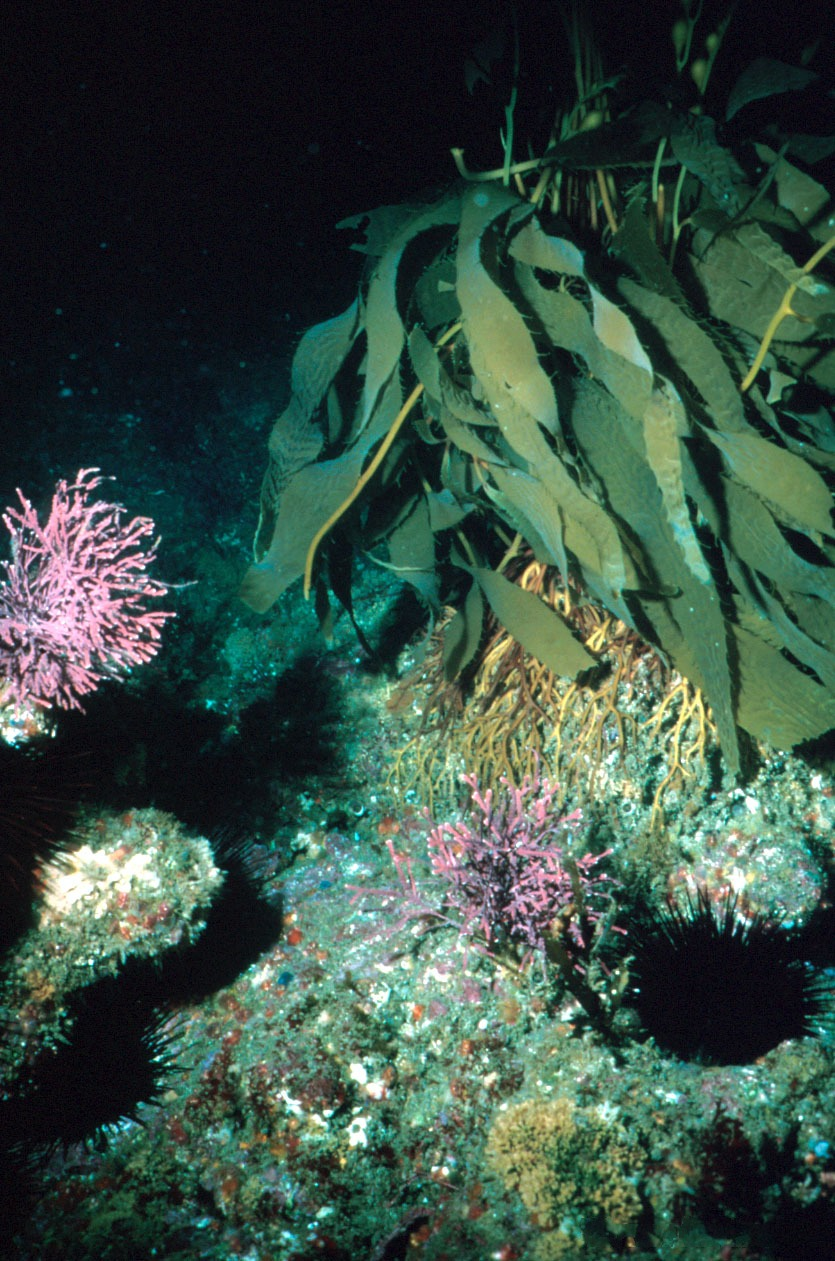
cachiyuyos gigantes.

En las aguas que bordean estas costas son notables los “bosques” sumergidos de cachiyuyos gigantes, alga parda de enormes proporciones, la cual sostiene una rica biodiversidad marina.  
Fitogeográficamente, los altos bosques que marginan a estas costas pertenecen al distrito fitogeográfico subantártico magallánico de la provincia fitogeográfica subantártica.
La característica que los define es la de estar integrados por algunas especies de hayas australes, las que crecen en la ladera andina hasta una altitud de entre 500 y 600 m s. n. m. Los sectores con mayor humedad, que además están a una altitud similar al nivel marino, poseen bosques de especies de hoja perenne, especialmente de guindo y el notro; en donde la lluvia es menor o la altitud es mayor pasan a dominar árboles de hoja caduca, especialmente la lenga.
En suelos próximos a las costas con drenaje pobre y elevada humedad se desarrolla la tundra magallánica y turbales.
Al norte de la isla de los Estados se sitúa un grupo de islas con características propias, el archipiélago de Año Nuevo, con grandes afinidades florísticas con la provincia fitogeográfica insular subantártica. Carecen totalmente de vegetación arbórea; la mayor parte de su suelo es un manto de turba, mientras que en sus costas abunda el enorme pasto tusok.

## Descripción por tramos

### Costa desde el cabo San Diego hasta el cabo San Pío
De norte a sur, la costa de montaña en la Argentina da inicio en el cabo San Diego (estancia “Policarpo”), el que representa a su vez el extremo final austral de la costa marítima de meseta de dicho país. Esta punta algo baja, que posee un faro con nombre homónimo, constituye también el extremo nororiental de la península Mitre, y el límite noroccidental del estrecho de Le Maire, el cual separa la isla Grande de Tierra del Fuego de la isla de los Estados. En este cabo comienza el litoral a ser marginado por la sección oriental cordillerana de los Andes fueguinos.
Hacia el sur se encuentra la ensenada Santa Rita y luego las caletas San Mauricio, Herradura y Sorpresa, al pie del monte Beccar, de 500 m s. n. m. Toda esta zona posee elevados acantilados que caen abruptamente a las aguas desde 300 m s. n. m. Más al sur se halla la importante bahía Buen Suceso, la cual cuenta con la “Estación Naval Buen Suceso”, un puesto de vigilancia y control de tránsito marítimo con asentamiento permanente de 5 efectivos de la Armada Argentina, el cual se asiste desde la Base Naval Ushuaia.
Esta bahía está marginada por los morros Norte y Sur, en las orientaciones respectivas. Este último posee el Faro Buen Suceso y delimita por el norte a la ensenada Patagones. Al sur de esta se encuentra una península formada por la misma morfología de los montes Negros que sostiene. En su ribera oriental se encuentra el islote Veleros y al sur de este la pequeña bahía Valentín Oriental. El borde norte de esta es la punta Blanca y su fin austral, y a su vez de las penínsulas montes Negros y Mitre, es el cabo Buen Suceso. También este representa el límite sudoccidental del estrecho de Le Maire, y el borde norte del mar de la Zona Austral. En esta punta el litoral produce un brusco cambio de dirección, la anterior norte-sur tuerca por un rumbo general este-oeste.
La península de morros Negros está contenida por el oeste por la bahía Valentín; allí comienzan las tierras de la estancia “Bahía Aguirre”. Siguiendo hacia el oeste se halla la punta Potoyunco, prolongación austral del monte Pirámide. Continuando el recorrido se encuentran los pequeños islotes Margarita, al pie del monte Atocha (de 1026 m s. n. m.), y luego el cabo Chaapi. Este es la punta sudoriental de una península, la sudoccidental es el cabo Hall, el cual marca el inicio de la bahía Aguirre la más amplia de las ubicadas en la costa montañosa fueguina argentina. Su importante superficie permite contener en ella numerosas bahías y puntas.
Otras puntas son York, Colmillo y de la Peña, la que cuenta con baliza. Seguidamente se forma una reparada bahía, en la que en su saco se sitúa la desembocadura del río Bompland, límite de la estancia “Bahía Aguirre”, de la cual a la izquierda de su boca se encuentra su casco. Esta zona es conocida como “Puerto Español”. Entre las puntas Jalón y Pique se encuentra la “cueva Gardiner”, en la cual en 1851 murió de inanición el misionero anglicano Allen Francis Gardiner junto a sus compañeros apostólicos.
Sigue la punta Lobos (con baliza) y cierra por el sudoeste a la bahía Aguirre la punta Kinnaird, situada en el extremo sur del cabo San Gonzalo, el cual posee el faro homónimo en el extremo de dicha punta. 
Continúa la costa algo dentada hacia el oeste conformada por altos acantilados hasta el monte Tres Picos, el cual al sudeste muestra la punta Cal, la que es la entrada oriental de la bahía Sloggett. En su saco desemboca el río López, el cual drena la parte oriental de la sierra Lucio López. Al oriente de su desembocadura se encuentra la punta Cactus, y frente a esta el islote San Martín de Tours. Junto a la costa se encuentra el casco de la estancia “Bahía Sloggett”. La bahía se cierra por occidente con la punta Argentina.
Posteriormente se entra en tierras de la estancia “Puerto Rancho”. Siguiendo hacia el oeste se encuentran 3 salientes, las puntas Ensenada, Falsa y el cabo San Pío (con su faro homónimo). Este último es tradicionalmente considerado el extremo austral de toda la isla Grande de Tierra del Fuego y a la vez el punto más al sur del territorio con soberanía no disputada de la Argentina, incluso esto era afirmado a mediados de 2015 por la autoridad cartográfica argentina, el Instituto Geográfico Nacional. Sin embargo, la primera condición debe en realidad recaer sobre la punta Falsa, la cual se encuentra a unos cientos de metros más hacia el sur que aquel, en las coordenadas: 55°03′34″S 66°26′29″O / -55.05944, -66.44139. En cuanto a la segunda condición, el cabo San Pío tampoco es punto extremo, pues este le corresponde a la punta sur del pequeño islote Blanco, en las coordenadas 55°03′51″S 66°33′06″O / -55.06417, -66.55167, al ubicarse a una latitud claramente mayor.
Una tercera condición del cabo San Pío, la de ser la entrada oriental del canal Beagle, también fue discutida durante un siglo (especialmente con objetivos políticos y no geográficos por su relación a una disputa limítrofe).

### Costa del canal Beagle

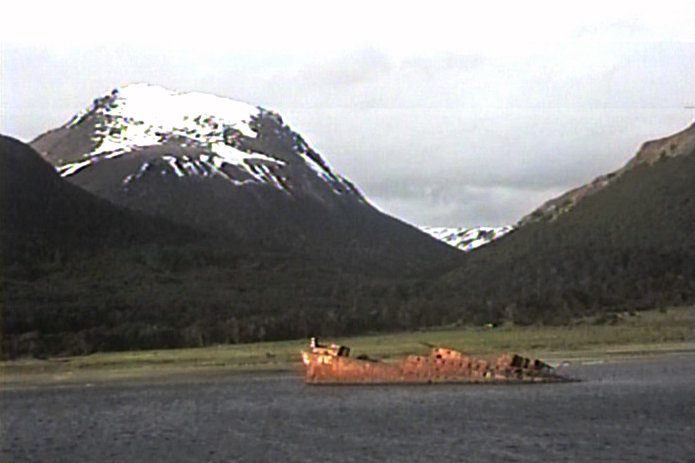
Costa de montaña en la zona de la Estancia Remolino. Se observa el Pecio "Monte Sarmiento, vapor de carga y pasajeros que naufragó en el año 1912 en las aguas del Beagle.

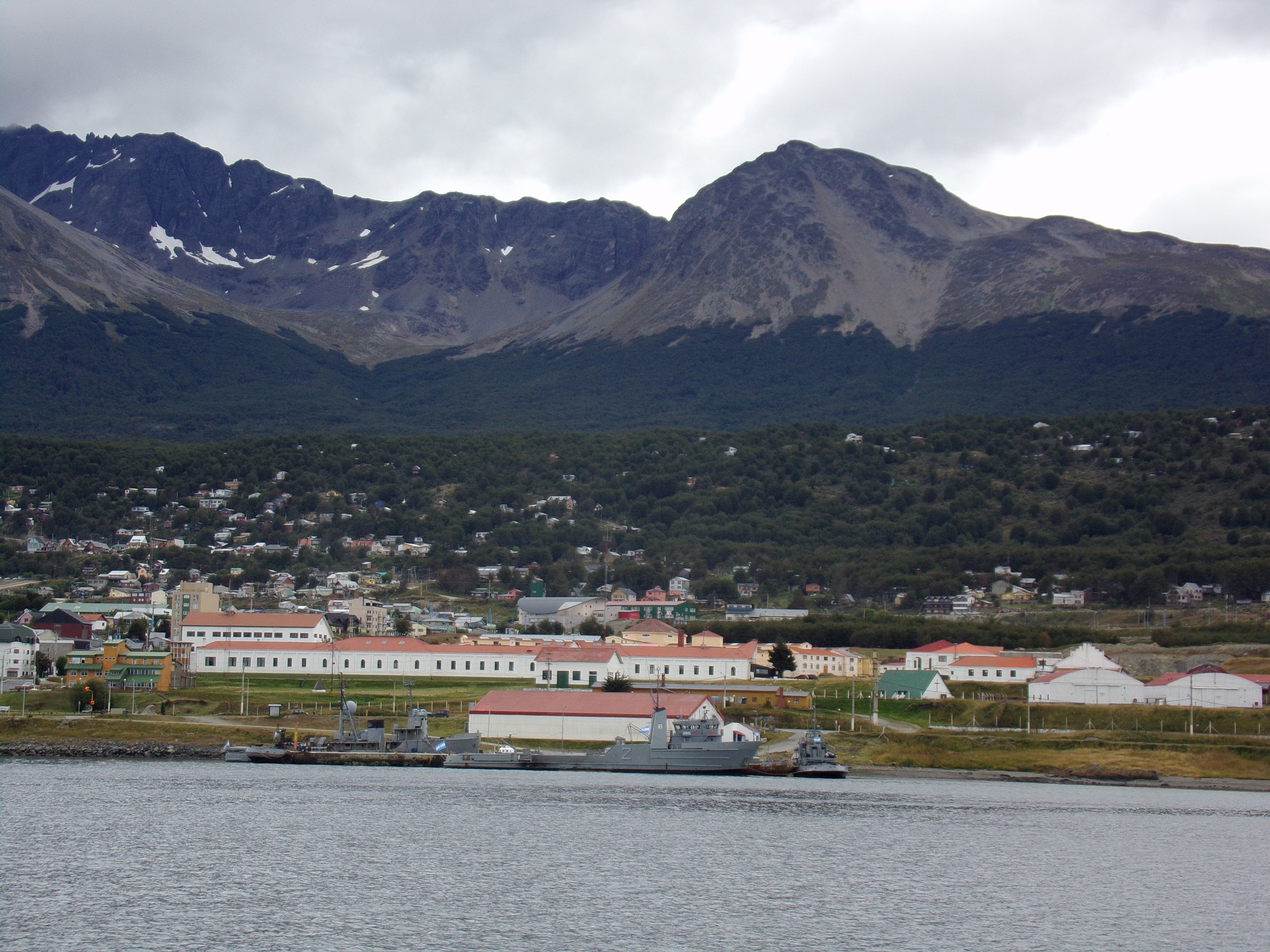
Costas de montaña del canal Beagle junto a la Base Naval Ushuaia.

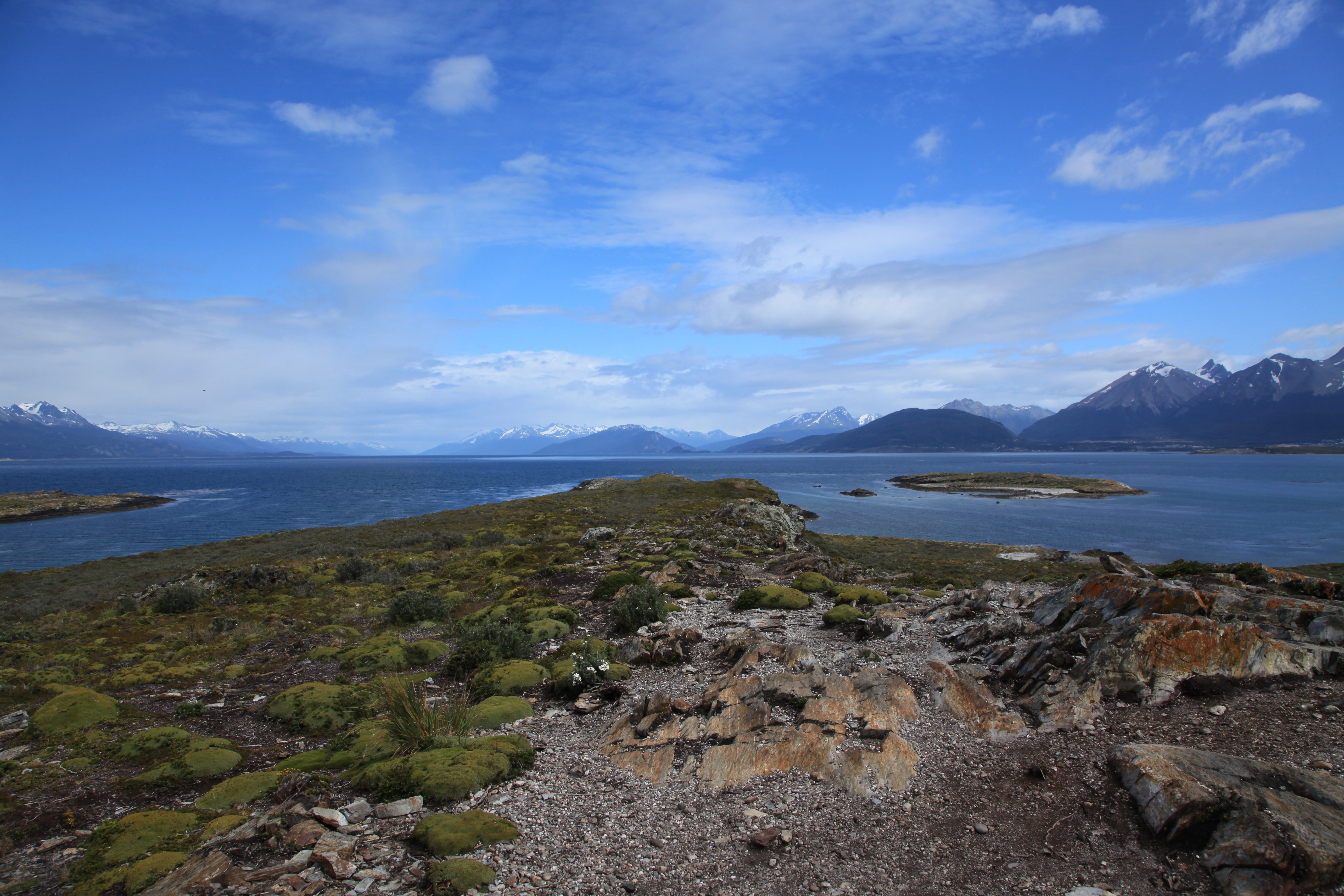
Desde una de las islas Bridges se observa el sector más occidental de las costas de montaña argentinas, en la ribera septentrional del canal Beagle.

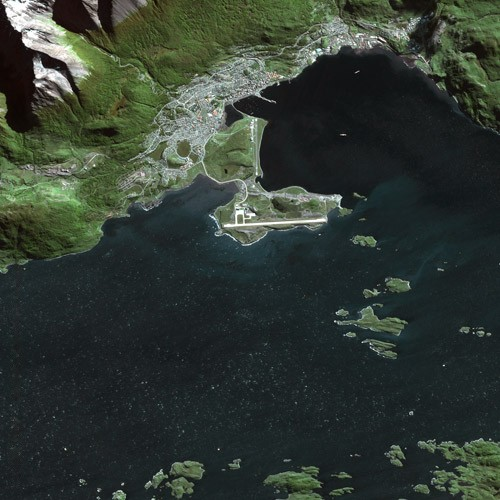
Sector occidental de las costas de montaña argentinas, en la ribera septentrional del canal Beagle. Se observa la ciudad de Ushuaia, las bahías Golondrina y Ushuaia y entre ambas la península Ushuaia.

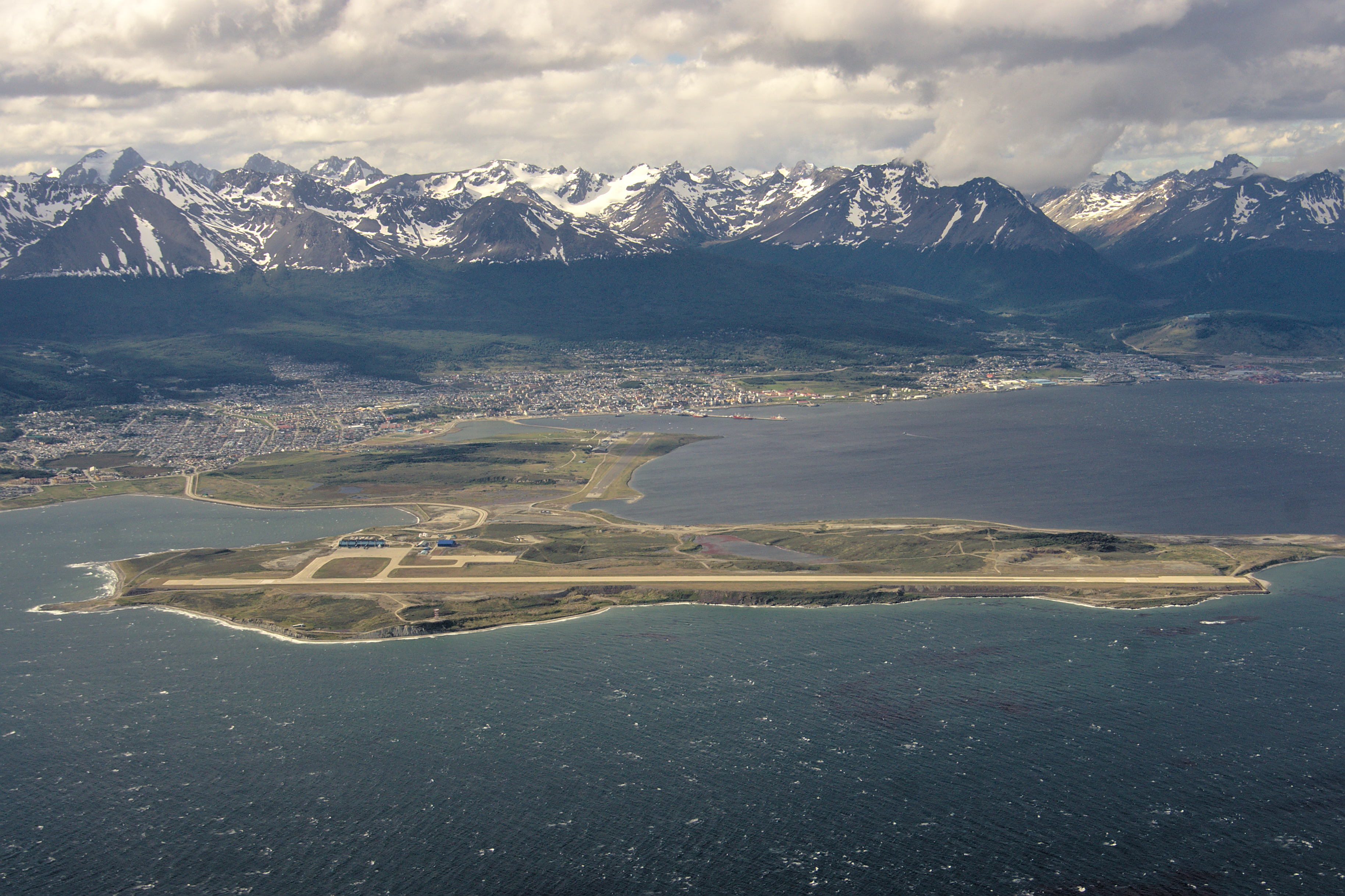
Sector occidental de las costas de montaña argentinas. Se observa la ciudad de Ushuaia, las bahías Golondrina y Ushuaia y entre ambas la península Ushuaia en primer plano. Al fondo la cordillera andina fueguina.

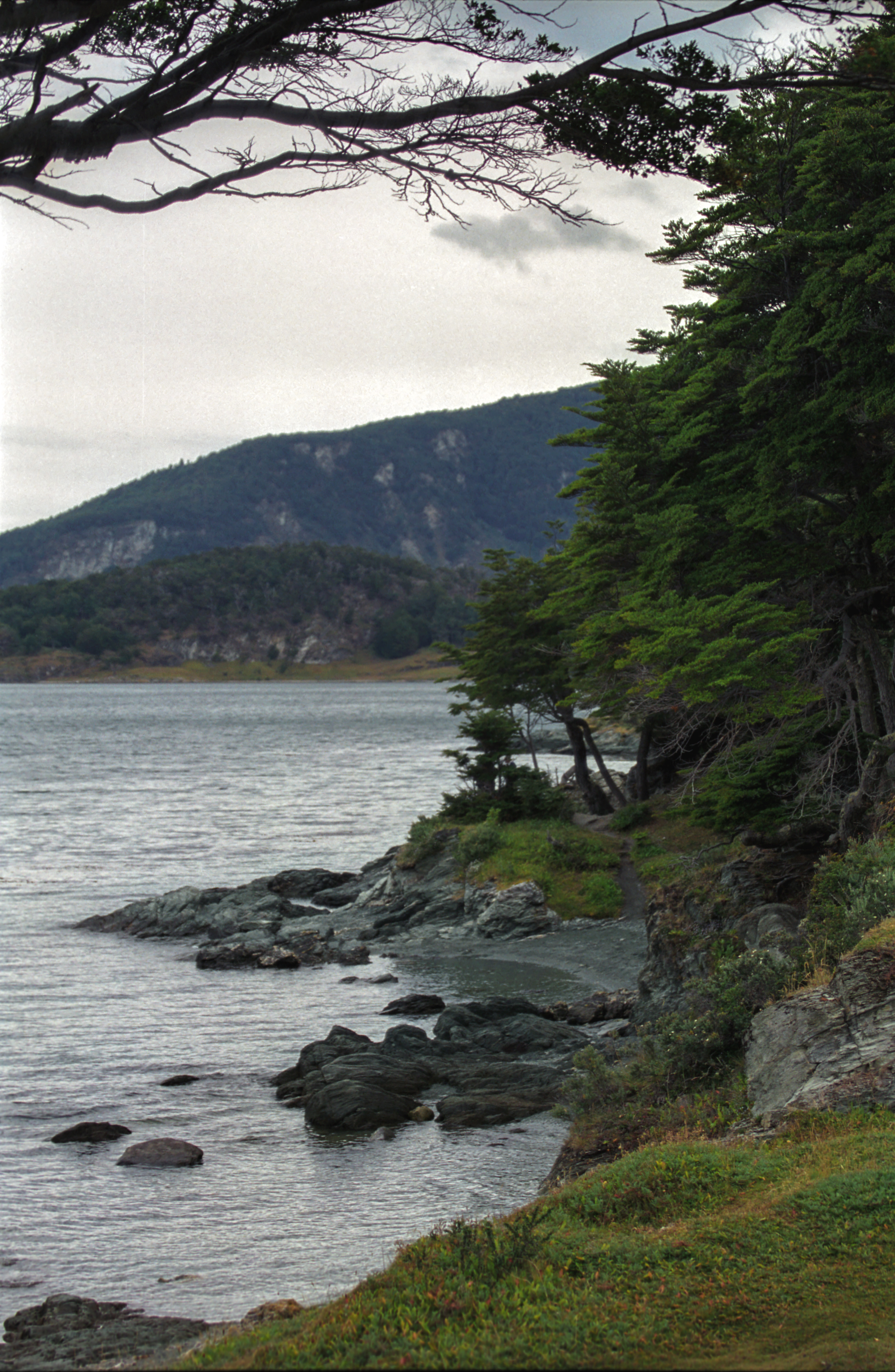
Ribera del parque nacional Tierra del Fuego. En esta costa de montaña el bosque llega hasta el mismo borde marino.

Límite oriental y asignación oceánica del canal Beagle
Hay consenso que a partir del cabo San Pío se ingresa por el oriente al canal Beagle. En el siglo XXI algunos geógrafos mantienen un Beagle sensu stricto, para la sección del canal que discurre entre la isla Grande por el norte y las islas Hoste y Navarino por el sur (la zona de punta Navarro enfrenta al extremo nororiental de Navarino), pero también incluyen en el ámbito del Beagle, a las aguas e islas hacia el este de esa zona hasta el cabo San Pío, área en la cual el canal pierde la forma tradicional paralela de sus costas, además de desprender hacia el sur a los pasos Picton y Oglander. Esta extensión del ámbito del Beagle también la hacen comprender a las aguas e islas hacia el sudeste, cubriendo de este modo a la totalidad de las chilenas islas Picton, Lennox y Nueva, ya que afloran desde una plataforma marina de solo 50 metros de profundidad, claramente al norte y oeste del talud de -105 m.
La asignación oceánica del Beagle fue objeto de discrepancia. Según la posición oficial del gobierno de la Argentina “son aguas atlánticas” o de manera neutra se lo trataría como un paso interoceánico “no perteneciente a ningún de los dos océanos”. Como contraparte, Chile, al adscribir a la tesis denominada «Delimitación natural entre los océanos Pacífico y Atlántico Sur por el arco de las Antillas Australes», las incluyó en el océano Pacífico Sudoriental. De igual manera la Organización Hidrográfica Internacional (OHI) así las consideraría si es que mantiene sobre el Beagle su regla de indivisibilidad de los estrechos de primer orden (el Beagle así lo es entre otras razones, por ser un paso bioceánico) es decir, otorgándole la condición “pacífica” a su totalidad si se lo mantiene como una sola unidad. Pero si partiendo de lo indicado por esta organización, se hace foco sólo en la división Atlántico-Pacífico que se podría distinguir sobre la base de la división proporcionada por la proyección hacia el norte del meridiano del cabo de Hornos (el que toca a la isla Grande en proximidades de la punta Navarro), este dejaría a las aguas ubicadas al oeste del mismo (su mayor extensión) en el Pacífico, y las que se hallan hacia el este de dicho meridiano, en el Atlántico.
Descripción de sus costas e islas
Siguiendo el recorrido costero de montaña de la isla Grande hacia el oeste, pasa a transitarse por el norte del canal Beagle oriental, enmarcado constantemente por la ladera austral de los cordones montañosos de la porción fueguina de la cordillera de los Andes que se desprenden hacia el este desde la cordillera Darwin chilena. Las aguas más al naciente de este canal son denominadas bahía o paso Moat. Luego del cabo San Pío se encuentran las puntas Rancho, Final y Moat. En esta última se encontraban los arcos morrénicos frontales más externos del glaciar que, bajando de la cordillera Darwin, cubrió el Beagle durante la última glaciación pleistocena (“Winconsin”).
En la zona de la punta Moat se penetra en tierras de la estancia homónima. Allí se localiza el destacamento argentino Prefectura “Cabo Segundo Jorge Eduardo López” (exMoat, por la estancia homónima). Este establecimiento es el sitio público más oriental en las costas de montaña argentina al que es posible acceder por vehículo, ya que marca el kilómetro 90 de la carretera enripiada llamada ruta provincial N.º 33 -ex Complementaria “J”-, la que contorneará hacia el oeste por la ribera septentrional del Beagle hasta el saco más septentrional de la bahía Almirante Brown, y allí tuerce hacia el interior hasta alcanzar la Ruta Nacional 3 en el paraje “Rancho Hambre”.
Luego de la punta Moat desemboca el río homónimo y se forma una suave bahía, el fondeadero Moat (observado desde la costa por el “Puesto Fortuna”), el cual concluye por el oeste en la punta Davinson, la cual posee una baliza. Esta zona costera enfrenta a la isla Picton (chilena) encontrando allí su menor distancia. Luego se pasa por la zona de “Los Altares” y en esa zona, a mitad de camino entre Picton e isla Grande, se encuentran las argentinas islas Becasses, en las que se ubican una baliza para ayuda a la navegación y el puesto de vigilancia y control de tráfico marítimo “Becasses”, perteneciente a la Armada Argentina.
Luego se encuentra la desembocadura del río Chico y más allá el “Puesto Pampa de los Indios”, donde se sitúa la baliza homónima, la cual brinda ayuda a los navegantes que emplean el paso Picton, el cual se abre inmediatamente enfrente a ella. Luego se encuentra la zona de “Poste Fierro”, la que ya enfrenta al extremo nororiental de la isla Navarino, chilena al igual que el interpuesto islote Snipe. Navarino conformará el paisaje de la costa opuesta hasta casi el final de la costa argentina. Se llega a la punta Navarro, luego de la cual se penetra en tierras de la antigua Estancia Harberton. Luego alcanzan al Beagle las aguas de dos ríos, el Cambaceres y el Varela. La conformación costera cambia notablemente, ya que comienzan a aparecer una serie de bahías agolfadas notablemente profundas, las que crean abrigados puertos. Entre estas se encuentran las bahías Cambaceres, Varela, Harberton y Relegada. Allí se forma una península donde desemboca el importante río Lasifashaj. Frente a ella se encuentra un archipiélago de islas argentinas, entre las que destacan las islas Cigüeña, Yunque y especialmente Martillo, la cual posee una pingüinera que es el destino de excursiones marítimas de ecoturismo que parten desde el puerto de Ushuaia.
Luego se alcanza a la bahía Almirante Brown, la cual enfrenta a la isla Gable, la que se halla separada de la costa de la isla Grande por menos de 200 metros. Este territorio insular de soberanía argentina, posee una superficie 2200 hectáreas, lo que la hace ser la isla de mayor superficie del Beagle interior. Su costa occidental exhibe un característico acantilado conocido como “Frontón Gable”, el que constituye un campo de drumlins (de los pocos del Hemisferio Sur) el que se formó por debajo del hielo durante la última glaciación pleistocena.
La costa austral de la isla Gable se encuentra a solo 1 km de la de la isla Navarino, interponiéndose entre ambas el paso Mackinlay, comprendido entre las puntas Gable y Mackinlay –oeste y este respectivamente-.
En el saco de la bahía Brown la ruta 33 tuerce hacia el interior, pero la costa continúa siendo marginada por una ruta vehicular hacia el poniente, la ruta provincial N.º 30 –ex complementaria “k”-. Por esta primero se bordea las mismas aguas de la bahía A. Brown hasta alcanzar la localidad de pescadores denominada Puerto Almanza (hogar de unas 30 personas), la que se sitúa justo en frente de la localidad chilena de Puerto Williams. El estado argentino posee en la zona de Almanza destacamentos de la Armada Argentina y de la Prefectura Naval. Allí desemboca el río Almanza, en tierras de la estancia homónima. El siguiente tramo litoral hasta Ushuaia corre al pie de la sierra Sorondo. 
Continuando rumbo al oeste se cruza la baliza Dirección, se bordea el monte Brown y más allá la punta Paraná (con la baliza homónima). Finalmente se llega a la estancia Remolino (con la punta homónima), fin del camino vehicular. A partir de allí se continúa ribeteando la costa hacia el poniente por una senda pedestre. Se cruzan los arroyos Remolino y Guanaco, el que drena las laderas del monte Redondo, de 1280 m s. n. m. Luego se pasa por la punta San Juan (con la baliza homónima) y se penetra en la estancia “Punta Segunda”, más allá en la estancia “Túnel”, en la cual desemboca el río Encajonado. La senda finaliza en la baliza Escarpados; allí comienza la ruta vehicular que la comunica con Ushuaia. El siguiente establecimiento ganadero es la estancia “Río Olivia”, denominada de esa manera en razón de encontrarse en ella la desembocadura del curso fluvial homónimo, el que en parte drena al cercano monte Olivia, de 1328 m s. n. m. 
Este sector costero es denominado “Playa Larga”, y recibe la visita en los fines de semana estivales de numerosos pobladores de Ushuaia. Luego de transponer el puente de la boca del río Olivia se entra finalmente a la ciudad de Ushuaia, la capital de la provincia. Se encuentra en el fondo de la bahía de Ushuaia.
La boca de esta se encuentra sembrada de una gran cantidad de islas e islotes, destacando los islotes Les Éclaireurs (con su faro homónimo) los que son destino de la más habitual excursión náutica turística desde la capital fueguina, en la cual también se observan sus colonias reproductivas de pinnípedos y aves marinas.
Otra excursión recorre algunas de las islas de otro archipiélago, situado algo más hacia el oeste, las islas Bridges, el cual contiene islas de mayor altura y tamaño.
Desde los barrios occidentales de la ciudad de Ushuaia se desprende una notable península de altura relativamente baja, formada por restos morrénicos, resabios de las antiguas glaciaciones, es la península Ushuaia. Esta está marginada por las aguas de la bahía de Ushuaia hacia el este y por las de la bahía Golondrina por el oeste, en la cual desemboca el río Pipo. Esta península presenta una notable escotadura en su sector medio; en el extremo se construyó el Aeropuerto Internacional Malvinas Argentinas.
Siguiendo la costa se entra en jurisdicción del parque nacional Tierra del Fuego, junto en la ladera sur del monte Susana. Se observa en las agua la pequeña isla Estorbo y seguidamente la mayor y elevada isla Redonda, un antiguo nunatak rocoso. Se abre una importante entrada marina, la bahía Ensenada Zaratiegui, en la cual desemboca un camino que se conecta con la ruta 3. En el fondo de su saco se encuentra un puerto turístico. Desde él se puede continuar recorriendo la ribera del Beagle mediante la “Senda Costera”, un sendero pedestre mantenido en buenas condiciones y con un elevado tránsito de turistas. Por intermedio de este, luego de transponer la punta Tortuga, se comienza a recorrer el borde costero de la bahía Lapataia, que recorta a los cerros Lapataia y Bellavista —de 299 m s. n. m.—; también se bordea la pequeña  «bahía Achicoria». 
Geomorfológicamente, la bahía Lapataia es un fiordo dado su origen (específicamente un paleofiordo), ya que entre el 8000 y 3860 años AP su saco se extendía hasta el lago Roca. Este lago hoy descarga sus excesos hídricos al fondo de la bahía Lapataia remanente, mediante un río con dos brazos, denominados río Lapataia —el de la margen izquierda—, y río Ovando —el de la margen derecha—, los que forman parte de un delta denominado «archipiélago Cormoranes». Hoy toda el área forma un complejo estuarino.
En la ribera sur de la bahía Lapataia concluye la ruta Nacional 3, la que había nacido en la ciudad de Buenos Aires. Continuando por la ribera de esta bahía se recorre un sector del parque nacional con categoría de reserva estricta. El tramo entre esta bahía y las aguas abiertas del Beagle es la península Caneto, la que remata en la punta Entrada. Doblando esta, encontramos las bahías Chica y Sáenz Valiente, recortadas en la ladera del cordón Pirámide, donde destacan los cerros Cuchilla y Mesa Real. Finalmente concluye la costa de montaña argentina al transponer el límite internacional con Chile, señalado mediante el hito XXVI, al cual se le adjuntó junto al mar la última señal luminosa del contorno litoral argentino: la baliza Zeballos.

### Costas de la isla de los Estados

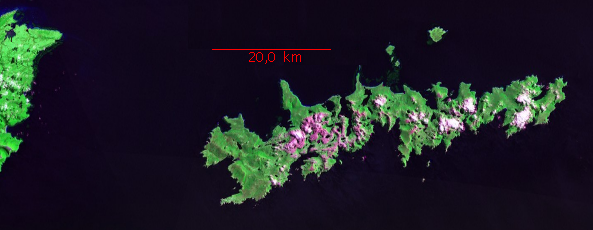
El sector oriental de las costas de montaña argentinas: el extremo oriental de la península Mitre y la isla de los Estados.

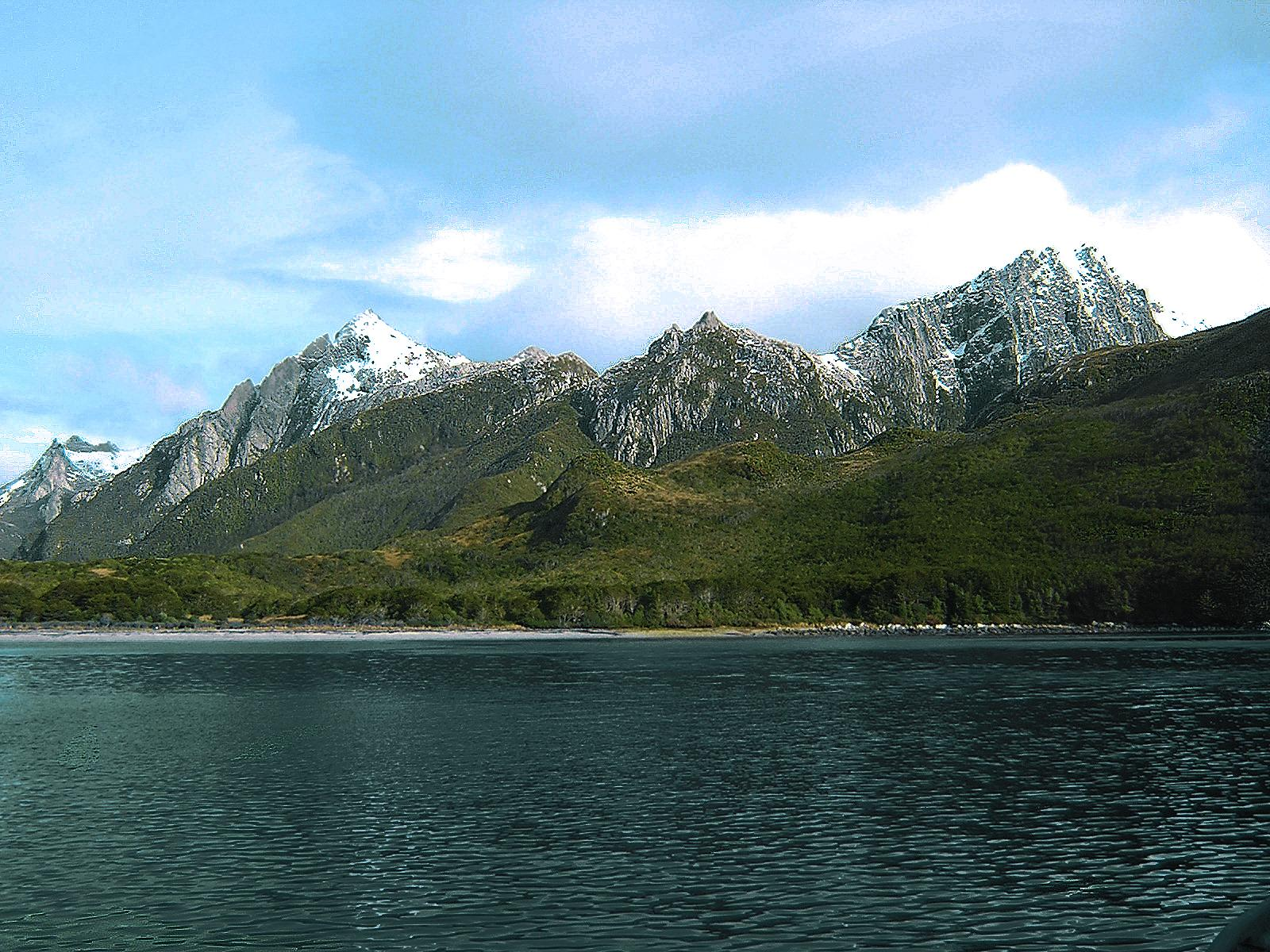
Costas de montaña en Puerto Cook, isla de los Estados.

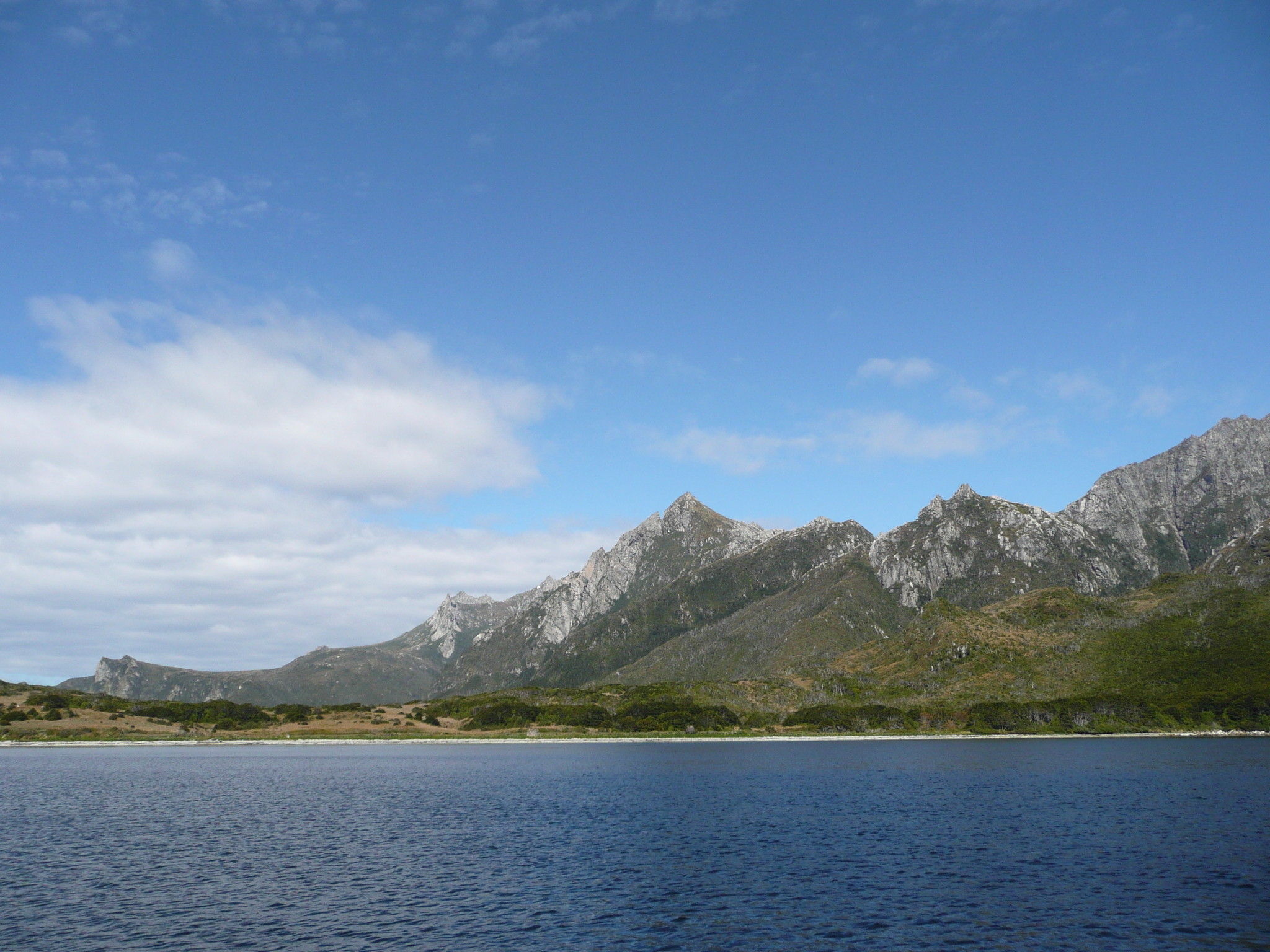
Costas de montaña en Puerto Cook.

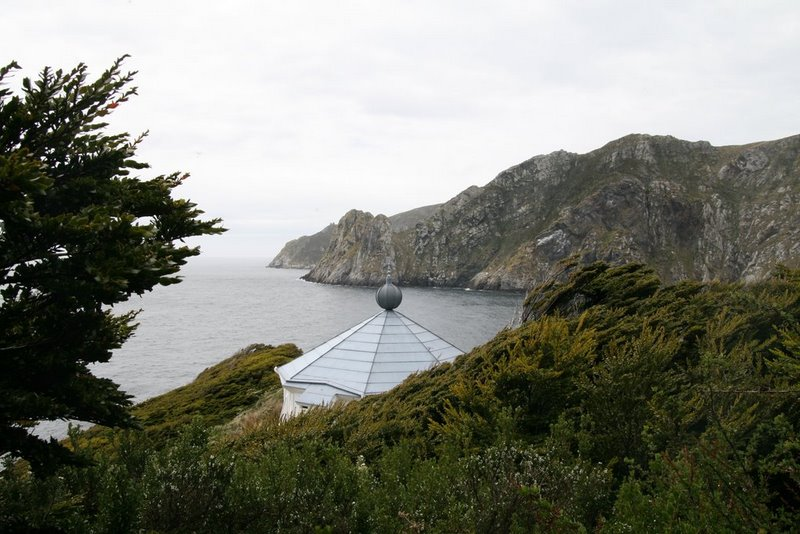
Costas de montaña en la boca del Puerto San Juan de Salvamento, al nordeste de la isla. Al frente, el "Faro del fin del mundo".

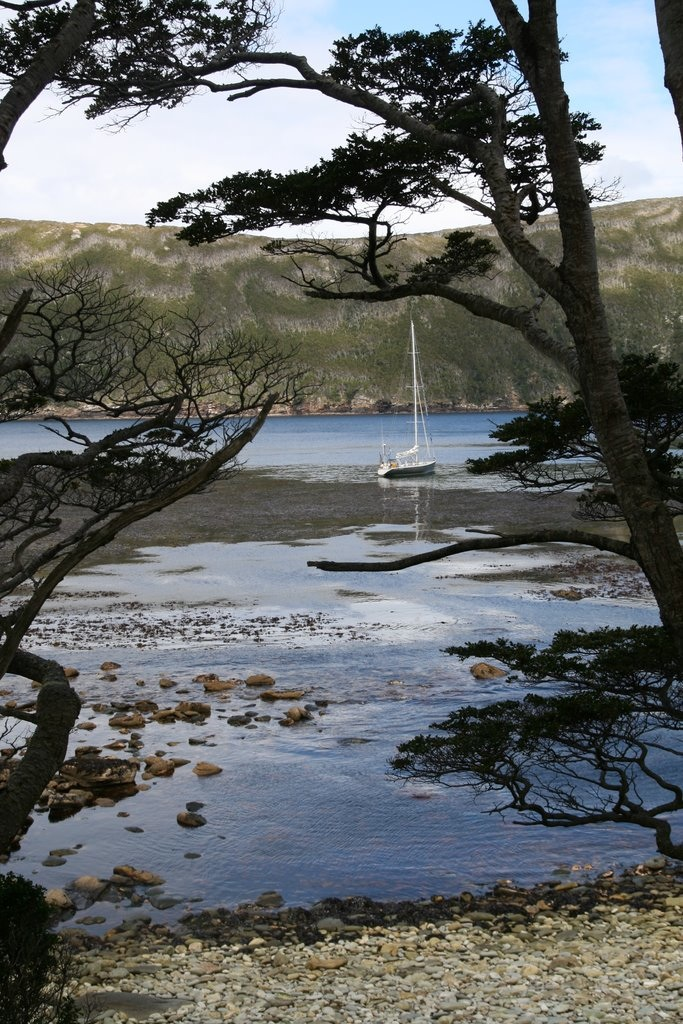
Costas de montaña en el Puerto San Juan de Salvamento.

#### Características generales
La isla Grande de Tierra del Fuego se proyecta hacia el sudeste en la península Mitre gracias a la columna vertebral que genera la última porción de los Andes fueguinos. Estos presentan un corte abrupto (con acantilados de 300 metros de altura) al interponerse el estrecho de Le Maire, el cual representa un valle sumergido por las aguas marinas las que presentan potentes corrientes y escarceos de marea violentos (al presentarse direcciones opuestas entre el viento y la corriente), con profundidades de entre 54 y 144 metros. Comunica el mar Argentino (al norte) con el mar de la Zona Austral (al sur). Esta cordillera reaparece en la margen oriental de dicho estrecho, para dar forma a la isla de los Estados, la más oriental del archipiélago fueguino y la más importante isla de este con soberanía exclusiva de la Argentina. La cordillera de los Andes vuelve a sumergirse por última vez en la cara oriental de esta isla; desde allí prosigue de manera submarina y ya con otros nombres, presentando algunas cumbres que incluso emergen sobre la superficie, delineando el llamado Arco de las Antillas Australes o de Scotia y empalmando con la cordillera antártica o Antartandes ya en el continente blanco.
La isla de los Estados pertenece al departamento Ushuaia, provincia de Tierra del Fuego, Antártida e Islas del Atlántico Sur. Este territorio insular presenta la particularidad de ser el único lugar de la Argentina en el cual el litoral marítimo está formado por fiordos; estas geoformas se componen de artesas glaciarias, las que fueron inundadas por las aguas marinas como consecuencia de la elevación del nivel oceánico producido luego de la glaciación.
La isla posee una superficie de 53 400 hectáreas, con una longitud de 65 km (en su eje oeste-este) y un ancho muy variable en función del profundo desgaste producido por los glaciares, lo que se traduce en que el fondo de los sacos de los fiordos de las costas opuestas se aproximen a sólo 500 m en un punto, separándose en otros hasta un máximo 16 km.
El borde costero de la isla es un continuo zigzagueo de montañas cortadas a pique que forman puntas y golfos estrechos, sin presentar aguas someras, valles litorales ni grandes playas, desprendiendo islotes y rocas altas que resisten el embate del constante oleaje austral. En sus costas la vegetación es arbustiva donde el viento arrecia, turbosa donde la humedad del suelo es muy elevada, y en los sectores reparados y de poca altitud crecen densos y altos bosques siempreverdes de guindos o coihues magallánicos, dado su clima lluvioso y la morigeración producida por los mares circundantes. 

#### Descripción del borde costero

##### Costa norte de la isla
El litoral de esta isla comienza en el cabo o punta Cuchillo, en el sector medio de la ribera insular del estrecho de Le Maire. Frente a él, en las aguas del estrecho, se encuentran los islotes Los Tres García. La costa allí toma una orientación nordeste, pasando por los cabos Setabense (al pie del monte Oviedo, de 357 m s. n. m.) y del Medio. Continuando hacia el norte se alcanza el cabo Le Maire con su faro homónimo, el cual ilumina, además del paso por el estrecho del mismo nombre, también la entrada a la bahía Crossley, la cual posee una playa de limos, areniscas y conglomerados en su sector más oriental, y la presencia de las balizas Capitán Zaratiegui (al sur) y Palet (al este). Toda esta zona costera del noroccidente de la isla posee una conformación geológica integrada por lutitas, grauvacas y limolitas carbonáticas (formación Beauvoir). En la boca de esta bahía se localizan los islotes Los Siete González. Luego se encuentra el cabo Galeano, el cual constituye el extremo de la península Fregote (ángulo nororiental del estrecho de Le Maire). Continuando hacia el este se forma la bahía Balmaceda, cerrada por el este por el cabo Beaulieu, el que marca el comienzo de la bahía Flinders (al pie de los montes Spegazzini), de destacado tamaño, lo que permite que a su vez también posea cabos y bahías en su interior, como las bahías Fuentes (al oeste) y Belgrano, situada en el lado este, con un buen fondeadero al sur de esta, en la caleta Baiud, el islote Trípode y la isla Mendieta. Entre las saliencias de su interior se encuentran las puntas Ragni, Pucheta, Rollheiser y Rodríguez. El final de la misma, y de alguna manera también del estrecho de Le Maire si se admite una boca septentrional más amplia, es el cabo San Antonio, el que contiene por el oeste a la bahía homónima. Esta última también es de cierta importancia, por lo que permite la conformación en su interior de puntas y golfos. Del lado occidental se encuentra un lugar adecuado para desembarcar, la playa Bedini. La punta Ross indica la boca del primer fiordo, donde se encuentra el Puerto Hoppner, con su entrada custodiada por la roca Ibáñez, la cual posee una gran colonia de cormoranes magallánicos; también se encuentran los islotes Gemma y Montegrosso. Hay una única playa en todo Hoppner, se localizada en la caleta Benítez; es pequeña, de canto rodado y cae abrupta hacia las profundidades. En proximidades de Puerto Hoppner se levanta el monte Bove, el que con una altitud es de 823 m s. n. m. es el pico más alto de todo el archipiélago. Se sale de Hoppner en la punta Astin.
Siguiendo por la costa de la bahía San Antonio se encuentra el cabo Correa y la punta Isabella, la que da entrada al puerto natural más reparado de estas islas, por ser el fiordo más profundo y angosto, el Puerto Parry. Al oeste los montes Los Tres Torres forman una península que se interpone entre Parry y Hoppner; al sur de estos el monte Flitton (de 456 m s. n. m.). Al este la elevada cadena de los montes San Juan, de 700 m s. n. m. Al fondo de su saco tiene asiento el Puesto de Vigilancia y Control de Tránsito Marítimo “Comandante Luis Piedra Buena”, un apostadero naval de la Armada Argentina.
Todas las costas de este fiordo, al igual que gran parte de la isla, poseen una conformación geológica compuesta por tobas y lavas no estratificadas correspondientes a la formación Lemaire. Cierra por oriente al fiordo Parry la punta Hecla. Luego se forma la ensenada Vanega, la punta Martínez y concluye la bahía San Antonio en el cabo Colnett (el cual desprende el islote homónimo); este, junto a la punta Brin, da comienzo a la bahía Colnett, cerrada por el naciente por la punta Boncagli, compuesto geológicamente de till (sedimentos glaciarios). 
Prosiguiendo hacia el este se hallan las puntas Roncagli y Victorica, el Puerto Presidente Roca y las puntas Conway, Del Viso y Lucero (al pie del monte Noguera, de 500  m s. n. m.), la que marca la entrada del Puerto Basil Hall (al pie del monte Buenos Aires, de 613 m s. n. m.). Cierra este puerto la punta Margaret o Margarita. Luego se suceden las puntas Álvarez (con el islote Pellares) y Cooper (justo antes de la caleta Moretto), rodeando a la península conformada por la base del monte Kendall, y que del lado oriental se abre en el Puerto Año Nuevo, cuyo saco más interior se encuentra al pie del monte Dentudo, de 703 m s. n. m. Dentro de este fiordo emergen los islotes Los Tres Fernández. 
Continuando hacia el este se observa la península Melián que indica con la punta homónima la entrada a la pequeña caleta De Rosa; marca por el este la punta Bayly el punto del primer embudo del destacado Puerto Cook, el cual tiene una escotadura en la punta Iselli. Este puerto está marginado por el poniente por el monte Cook (de 620 m s. n. m.) y por el naciente por el monte Orejas de Burro (de 486 m s. n. m.) y por los montes Los Cinco Sosa. En su interior se encuentra el islote Pleamar. Marca el final de este puerto por el este la punta Bollo, la que a su vez abre por el oriente al Puerto Pactolus, limitado por el este por la punta Pickersgill. Siguiendo en dirección oeste-este se encuentra la caleta o Puerto San Luis o Shank, marginado por el oriente por la punta homónima. Luego se llega a la caleta 5 de enero, también llamada Falsa Caleta de Cook o Russian Fin, al pie del monte Foster (de 501 m s. n. m.).
Más allá se encuentra la caleta y cabo Furneaux y la punta Lasserre, la que marca la boca del Puerto San Juan de Salvamento. Esta área es asiento del Faro de San Juan de Salvamento, el faro más antiguo de la Argentina, el cual ganó fama por ser fuente de inspiración para la novela de Julio Verne El faro del fin del mundo, apodo que terminó por serle aplicado al verdadero. El saco de este fiordo se encuentra al pie del monte Richardson, de 678 m s. n. m. El lado oriental de este puerto lo constituye la península Aguirre la que, luego de la pequeña caleta Sueldo, tiene su extremo final en el islote y cabo San Juan, este es el remate oriental del archipiélago fueguino y de toda la cordillera andina que había comenzado en Venezuela, próxima al mar Caribe. Con base en este cabo se encuentra la menor distancia entre las islas Malvinas y el punto emergido más próximo en el territorio argentino bajo soberanía efectiva; esas islas en disputa entre dicho país y el Reino Unido se encuentran distanciadas desde allí por 356,4 km.

##### Costa sur de la isla
En el cabo San Juan comienza la costa sur de la isla, ya que la ribera arrumba hacia el sudoeste.
Se suceden la caleta Ferreyra, las puntas Pañuelo y Pequeño (acompañada por la roca Sapo), la caleta Cisneros, las puntas Fallows (con las rocas Tévez, Miretti y Bordón), Negra, Back o Lencina y Castro, la que marca la entrada del puerto Back. Continúa una gran península, bordeada por la caleta Correa y la ensenada Quintana, y rematada por la punta Ventana. Luego se abre el puerto Mickey y la caleta Faur donde se encuentra el puerto Murúa, la caleta Paso y la bahía Blossom o Flor. Siguiendo hacia el oeste se encuentra la bahía Córdoba, el puerto y punta Gilbert (con los islotes Fabián y Gilbert y las rocas Laporte), el puerto Vancouver, la punta Rinoceronte, la bahía Rodríguez, el cabo Kendall (con las rocas Vassallo) y 3 bahías: Primera, Segunda (con las rocas Amesgaray y los islotes Siri en su entrada) y, separada por la punta Achaval, la bahía Grant, con las rocas Amarilla y el islote Martino en sus aguas.
Luego se encuentran una serie insular denominada islas Dampier, de la cual la mayor es la isla Barrionuevo y las menores los islotes Azar, Gazal, Gianotti y de Chiara.
Sigue el cabo Webster, el cual señala por el oriente el inicio de la bahía York, la más grande del sector sur de la isla. Sigue a ese cabo la punta Schomberg, la caleta Refugio, los puertos Lobos, Heredia y Celular, y numerosos otros cabos y golfos, así como también, los islotes Los Dos Ahumada, las rocas Duks y el islote Zurbriggen, siempre dentro de la bahía York. Continúa la punta Menzies y las islas homónimas que la secundan, grupo formado por las islas Ruiz, Sánchez, Vargas, Velázquez y más alejado el islote Gatica.
Prosigue hacia el poniente la bahía Torlaschi (con la caleta Brent en su interior), la punta Castro (junto al islote Alexander o Alejandro), la punta Insaurralde, la bahía Lezcano, el cabo Kempe (con los islotes los Cáceres), la bahía Barrios (al pie del mayor y más austral de los 3 montes Los Tres Pereyra, de 632 m s. n. m.), con la caleta Llanos y la punta Tulis (frente a los islotes Zalazar, con la roca Farfán), que indica la entrada de la bahía Capitán Cánepa o Sudoeste y que tiene en su interior a los islotes Cinco Romero. Esta bahía está marginada por el este por una gran península. En esa ribera se encuentra el saco Mamani, al pie del más septentrional de los 3 montes Los Tres Pereyra (de 603 m s. n. m.), y al fondo el saco Medina. Por la ribera occidental de la bahía se encuentran la punta Condorí (frente a los islotes Los Chaile) y la punta Muñoz, frente al islote homónimo. Luego sigue la ensenada Flores, la punta Verón, la caleta Olariaga (al pie del monte Cassano, de 516 m s. n. m.), la punta Sarmiento, la caleta Fleitas, la punta Interlichia, y la punta Soria, de la que se desprende el grupo de los islotes “350 Pies”, el cual lo conforman los islotes Villegas, Peña, Rojas, Méndez y Maragliano.
Luego de la bahía Obregón se comienza a desarrollar la costa de la península López, arrumbada hacia el sudoeste. Primero vienen las puntas Miranda y Tortosa, luego la bahía Orellana y finalmente la península López remata en el cabo San Bartolomé, el cual es el extremo sudeste del estrecho de Le Maire. Al norte de este cabo se extiende la importante bahía Franklin, la que posee numerosos accidentes litorales en su interior. La punta Pardón (enfrentada a los islotes Los Bordón), la bahía Paz, la punta Tibaldo, la caleta Nuñez, las puntas Vendramín y Frola, la caleta Lacroix en su saco septentrional, la bahía Sevilla, las puntas Vilca y Ruiz, y finalmente cierra a la bahía Franklin por el noroeste el cabo Sur. El que marca la entrada a la bahía Rivas, cerrada por el norte por la punta Vergara. Luego de esta se forma la caleta Campos y esta termina, al igual que el recorrido total del contorno de la isla de los Estados al arribar nuevamente al cabo o punta Cuchillo y sus islotes los Tres García.

#### Archipiélago de Año Nuevo
A 6,5 km al norte de la isla de los Estados se sitúa un grupo de islas con características propias, el que es denominado archipiélago de Año Nuevo. Todas son bajas, de 5 a 18 metros de altura, con costas rocosas y bordeadas de arrecifes. Poseen escasa vegetación, careciendo de cualquier tipo de ejemplar arbóreo. La mayor parte de su suelo es un manto de turba, mientras que en sus costas abunda el enorme pasto tusok, con grandes afinidades florísticas con la provincia fitogeográfica insular subantártica. Su superficie total es de alrededor de 400 hectáreas. 
La mayor de las islas es la isla Observatorio; en ella se encuentra el faro Año Nuevo. Esta es acompañada por otros territorios insulares de menores dimensiones, las islas: Elizalde, Zeballos y Alférez Goffré y el islote Gutiérrez, entre otros. 
Las costas de estas islas muestran una conformación geológica integrada por lutitas, grauvacas y limolitas carbonáticas (formación Beauvoir). Solo la ribera de la parte oriental de la isla Observatorio está compuesto geológicamente de till (sedimentos glaciarios).